# Orte im Star-Trek-Universum
Dieser Artikel beschreibt die wichtigsten Orte im fiktiven Star-Trek-Universum.

## Die Milchstraße

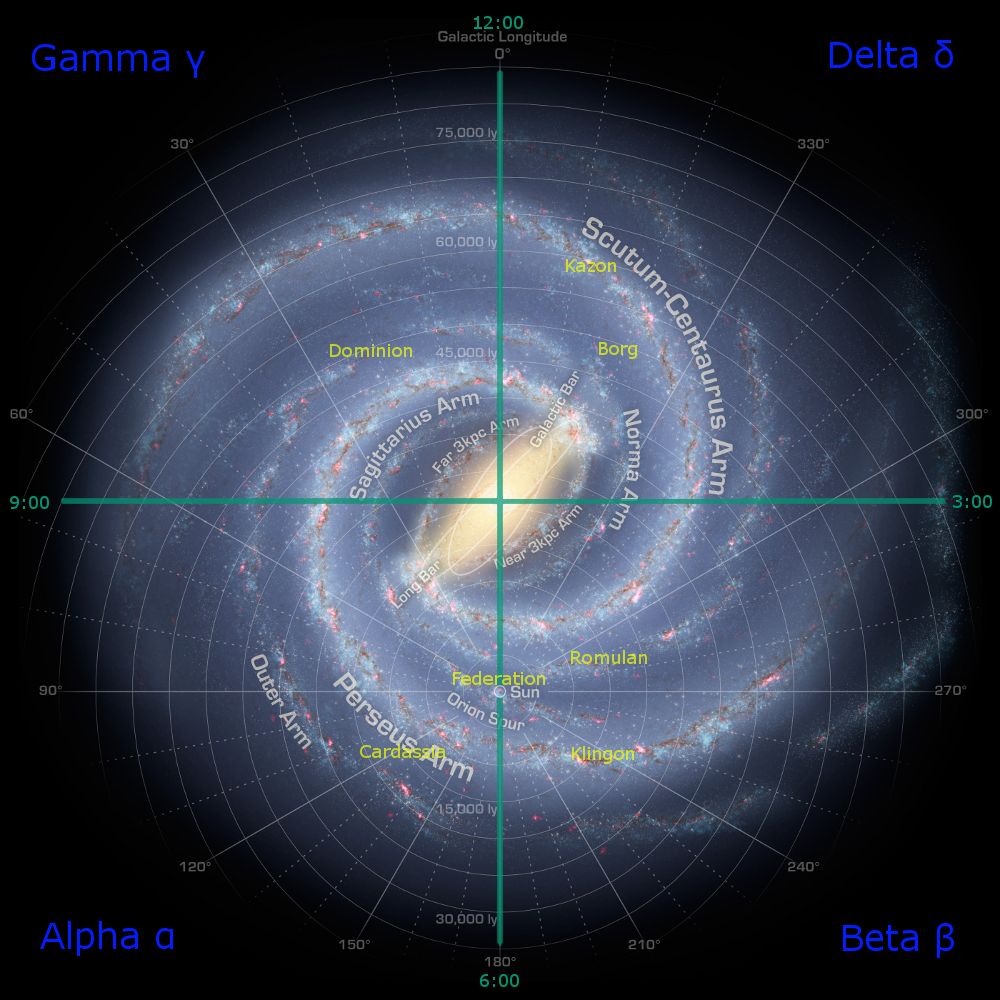
Die Milchstraße, eingeteilt in vier Quadranten mit Angabe einiger bedeutender Völker und politischer Einheiten

Sämtliche Star-Trek-Serien und -Filme spielen vornehmlich in der Milchstraße. Diese ist in vier gleich große Quadranten eingeteilt. Das Sonnensystem liegt genau auf der Grenze von Alpha- und Beta-Quadrant. In den beiden Quadranten liegen die Vereinigte Föderation der Planeten, die mächtigen Reiche der Cardassianer, Klingonen und Romulaner und andere wichtige Planeten wie Bajor oder Ferenginar. Die meisten Star-Trek-Produktionen spielen hauptsächlich im Alpha- und Beta-Quadranten.
Der Gamma- und der Delta-Quadrant liegen auf der anderen Seite der Galaxie. Sie sind bis ins 24. Jahrhundert weitgehend unerforscht, da Reisen dorthin mit konventionellen Raumschiffsantrieben mehrere Jahrzehnte dauern würden. In der Serie Star Trek: Deep Space Nine wird im Jahr 2369 in der Nähe von Bajor ein stabiles Wurmloch entdeckt, das Reisen in den Gamma-Quadranten ermöglicht. Die mächtigste Organisation in diesem Teil der Galaxie ist das Dominion.
Das Föderations-Raumschiff USS Voyager wird in der Serie Star Trek: Raumschiff Voyager im Jahr 2371 durch das Zutun eines hochentwickelten außerirdischen Wesens in den Delta-Quadranten verschlagen und erforscht diesen auf seiner Heimreise. In den Außenbereichen des Quadranten leben unter anderem die Kazon, Ocampa, Talaxianer und Vidiianer. Weiter zum Zentrum der Galaxie hin befindet sich der Heimatraum der Borg.
Über den Weltraum außerhalb der Milchstraße ist bislang wenig bekannt. Der Föderation und den meisten anderen Völkern der Milchstraße sind aus eigener Kraft noch keine Reisen in andere Galaxien gelungen, allerdings haben einige hochentwickelte Spezies aus anderen Galaxien bereits Reisen in die Milchstraße unternommen.

### Alpha- und Beta-Quadrant

#### Bajor
Bajor ist ein der Erde recht ähnlicher Planet und Heimat der Bajoraner. Er ist der elfte von 14 Planeten im Bajoranischen System und hat mindestens fünf Monde. Zwischen den Umlaufbahnen des neunten und zehnten Planeten befindet sich außerdem der Denorios-Gürtel, ein geladenes Plasma-Feld, in dem 2369 ein stabiles Wurmloch in den Gamma-Quadranten entdeckt wird.
Der Planet Bajor ist politisch in mehrere Provinzen unterteilt. Die Bajoraner gehören zu den ältesten Völkern der Galaxie, ihre Zivilisation reicht 500.000 Jahre zurück.
2319 wird Bajor von den Cardassianern überfallen und 50 Jahre lang besetzt. Der Planet wird von ihnen ausgeplündert, die Bajoraner müssen Zwangsarbeit verrichten. Zahlreiche Arbeitslager werden errichtet, von denen Gallitep das bekannteste ist. Es kommt auch zu Massentötungen, medizinischen Experimenten und sexueller Versklavung von Bajoranern. Zwischen 2346 und 2351 wird die cardassianische Raumstation Terok Nor (später Deep Space 9) als Erzaufbereitungsanlage im Orbit von Bajor errichtet.
Der anhaltende Widerstand der Bajoraner führt schließlich 2369 zum Abzug der Cardassianer. Bajor nähert sich daraufhin der Föderation an. Im Dominion-Krieg von 2373 bis 2375 bleibt der Planet neutral.

#### Die Cardassianische Union

##### Cardassia Prime
Cardassia Prime (auch kurz Cardassia) ist die Heimatwelt der Cardassianer und das Zentrum ihres Reichs, der Cardassianischen Union. Er ist der zweite von fünf Planeten seines Sternensystems. Das Klima auf dem Planeten ist etwas wärmer und feuchter als auf der Erde, die Lichteinstrahlung auf seiner Oberfläche ist aber weniger intensiv.
Cardassia kann auf eine lange Geschichte mit vielen kulturellen Errungenschaften zurückblicken. Ein Mangel an natürlichen Rohstoffen führte aber immer wieder zu Hungersnöten und Seuchen. Dies resultiert im späten 23. oder frühen 24. Jahrhundert in einer Machtübernahme des Militärs, das von nun an eine aggressive Expansionspolitik betreibt. Dies führt zu Konflikten mit den Klingonen und der Föderation sowie zur Besetzung von Bajor.
Im Jahr 2373 tritt Cardassia dem Dominion bei. Unmittelbar darauf bricht der Dominion-Krieg aus. Da die Cardassianer vom Dominion im Verlauf des Kriegs immer weniger als Partner, sondern mehr als Befehlsempfänger behandelt werden, kommt es allmählich zu einer Entfremdung und im Jahr 2375 schließlich zu einer Rebellion von Teilen des Militärs. Während im Orbit vom Cardassia bereits die Endschlacht des Krieges tobt, wird die Millionenstadt Lakarian City vom Dominion als Vergeltung für Sabotageakte vollständig vernichtet. Dies führt zu einem allgemeinen Volksaufstand der Cardassianer gegen das Dominion, das zuletzt noch den Versuch unternimmt, die Cardassianer vollständig auszurotten. Der Planet ist nach dem Ende des Kriegs weitgehend verwüstet.

##### Celtris III
Celtris III ist ein unbewohnter Planet im Gebiet der Cardassianischen Union. Auf dem Planeten gibt es ausgedehnte Höhlensysteme. Im Jahr 2369 empfängt die Sternenflotte Emissionen von Celtris III, die darauf hindeuten, dass auf dem Planeten illegale Massenvernichtungswaffen entwickelt werden. Daraufhin wird ein Team unter Leitung von Jean-Luc Picard auf eine Geheimmission geschickt, um die Angelegenheit zu untersuchen. Es stellt sich aber heraus, dass die Emissionen gefälscht waren und die Cardassianer nur das Ziel hatten, Picard nach Celtris III zu locken. Er wird von den Cardassianern gefangen genommen und gefoltert, um ihm wichtige militärische Informationen zu entlocken. Nach Aufdeckung des cardassianischen Plans wird er schließlich freigelassen (Raumschiff Enterprise – Das nächste Jahrhundert, Doppelfolge 6.10/11 Geheime Mission auf Celtris Drei).

##### Chin’toka-System
Das Chin’toka-System ist ein Sternensystem in der Nähe der Grenze zum Föderationsraum. Es besteht aus vier Planeten, von denen zwei bewohnt sind. Während des Dominon-Kriegs finden hier drei Schlachten statt. Bei der ersten kann das System im Jahr 2374 von einer Allianz aus Föderation, Klingonen und Romulanern unter schweren Verlusten erobert werden. Damit gelingt es der Allianz erstmals während des Krieges cardassianisches Gebiet zu besetzen. Ein erster Rückeroberungsversuch des Dominion scheitert Anfang 2375, fügt der Allianz aber weitere Verluste zu und drängt sie in die Defensive. Vor allem auf dem unbewohnten Planeten AR-558, auf dem die Föderation eine Kommunikationsphalanx eingerichtet hat, wird die Situation in den folgenden Monaten zunehmend prekärer. Die Besatzung der USS Defiant NX-74205 wird hier während eines Versorgungsflugs zusammen mit den verbliebenen Besatzungstruppen in Kämpfe mit dem Dominion verwickelt. Nachdem die Breen Ende 2375 dem Dominion beitreten, gelingt diesem die Rückeroberung des Systems. Die Allianz aus Föderation, Klingonen und Romulanern zieht hastig 312 Schiffe für einen Gegenangriff zusammen. Durch eine neuartige Waffe der Breen werden 311 Schiffe der Allianz zerstört, darunter auch die Defiant.
Im Jahr 2401 befindet sich in diesem System eine Schrotthalde für abgewrackte Raumschiffe und anderen Weltraummüll.

##### Orias-System
Das Orias-System ist ein Sternensystem mit einem lebensfreundlichen, aber unbewohnten Planeten. Anfang 2371 erfährt die Widerstandsbewegung Maquis von verdächtigen Aktivitäten im Orias-System und vermutet, dass dort eine Militärbasis errichtet wurde. Thomas Riker entführt daraufhin das Raumschiff Defiant, um dem nachzugehen. Er wird aber von cardassianischen Kriegsschiffen abgefangen, bevor er sein Ziel erreicht. Erst einige Monate später stellt sich heraus, dass der cardassianische Geheimdienst Obsidianischer Orden dort ohne Wissen des Militärs oder der Regierung eine eigene Flotte aufgebaut hat, die zusammen mit Schiffen des romulanischen Geheimdiensts Tal Shiar einen Vernichtungsschlag gegen das Dominion führen und den Heimatplaneten der Gründer zerstören soll.

#### Delphische Ausdehnung
Die Delphische Ausdehnung ist eine seit dem 12. Jahrhundert entstandene Region des Weltalls, die etwa 50 Lichtjahre von der Erde entfernt ist und im 22. Jahrhundert einen Durchmesser von etwa 2000 Lichtjahren besitzt. Sie wurde von einem transdimensionalen Volk, das als Sphärenbauer bekannt ist, mithilfe zahlreicher Sphären künstlich erzeugt. Das Ziel der Sphärenbauer ist es, den Raum langfristig an ihre Lebensbedingungen anzupassen, wodurch er aber für die ursprüngliche Bevölkerung unbewohnbar würde. Die Ausdehnung ist durchsetzt mit Raumanomalien und umgeben von thermobarischen Wolken, die Raumschiffe nur in die Ausdehnung hineinlassen; ein Verlassen ist nur mithilfe von Subraumkorridoren möglich. Mehrere Raumschiffe der Vulkanier gehen bei der Erforschung der Ausdehnung verloren. Zu den Bewohnern der Ausdehnung gehören die Xindi, denen die Sphärenbauer einreden, die Menschheit würde in der Zukunft ihren neuen Heimatplaneten zerstören und müsse deshalb vernichtet werden. Nach einem ersten Angriff der Xindi auf die Erde wird die Enterprise NX-01 Anfang 2153 in die Ausdehnung geschickt, um einen Frieden auszuhandeln. Nach zehn Monaten trifft die Crew von Captain Archer schließlich auf die Repräsentanten der Xindi und kann die Mehrheit von ihnen von den geheimen Absichten der Sphärenbauer überzeugen. Mithilfe der Xindi sowie der Andorianer kann das Sphärennetzwerk vernichtet werden. Die Sphärenbauer werden in ihre Dimension zurückgedrängt und der Normalzustand des Weltraums in der Region wird wiederhergestellt, womit die Delphische Ausdehnung nicht mehr existiert.

#### Demilitarisierte Zone
Die Demilitarisierte Zone bzw. Entmilitarisierte Zone (kurz DMZ bzw. EMZ) ist im 24. Jahrhundert eine Region an der Grenze zwischen der Föderation und der Cardassianischen Union. Nach einem Grenzkrieg zwischen den beiden Parteien wird sie 2367 in einem Friedensvertrag festgelegt und 2370 in Kraft gesetzt. Im Gegensatz zur Romulanischen Neutralen Zone ist nicht vorgesehen, dass sich beide Seiten komplett aus dem Gebiet zurückziehen, lediglich die Benutzung von Waffen und die Stationierung von Militär sind verboten. Der Friedensvertrag beinhaltet zudem eine neue Grenzziehung, was zur Folge hat, dass einige Kolonien der Föderation nun auf der cardassianischen Seite der Demilitarisierten Zone liegen und cardassianische Kolonien auf der Seite der Föderation. Die Föderation plant die Räumung ihrer ehemaligen Kolonien, was bei vielen Bewohnern Unmut hervorruft. Mehrere Kolonien erklären sich für unabhängig und bilden die Widerstandsorganisation Maquis, die gegen die cardassianische Herrschaft ankämpft. Im Jahr 2373 schließt sich Cardassia dem Dominion an und es kommt zum offenen Krieg mit der Föderation. Dabei besetzen die Cardassianer die Demilitarisierte Zone und vernichten alle Basen des Maquis.

##### Badlands
Die Badlands sind eine Region innerhalb der Demilitarisierten Zone, nahe dem bajoranischen Raum. In dem Gebiet herrschen Plasmastürme und Gravitationsanomalien, auch Sensoren sind hier stark eingeschränkt. Sowohl vom bajoranischen Widerstand als auch vom Maquis werden die Badlands immer wieder als Rückzugsgebiet sowie als Hinterhalt im Kampf gegen die Cardassianer genutzt. In den Badlands verschwinden immer wieder Schiffe. Für mehrere dieser Vorfälle ist ein Angehöriger des hoch entwickelten Volkes der Nacene verantwortlich, der Schiffe in den Delta-Quadranten entführt, darunter im Jahr 2371 das Maquis-Schiff Val Jean und die Sternenflotten-Raumschiffe USS Equinox und USS Voyager.
Eine Inspiration für die Erfindung der Badlands waren die Geschichten um das irdische Bermudadreieck.

##### Dorvan V
Dorvan V ist ein Planet, auf dem 2350 eine Gruppe nordamerikanischer Indianer eine Kolonie gründet. Als diese 2370 aufgelöst werden soll, widersetzen sich die Bewohner. Captain Jean-Luc Picard von der USS Enterprise NCC 1701-D kann schließlich nach längeren Verhandlungen erreichen, dass die Kolonisten auf dem Planeten bleiben dürfen, nun aber unter cardassianischer Herrschaft.
Bei der Entwicklung der Fernsehserie Star Trek: Raumschiff Voyager war Dorvan V ursprünglich als Heimatplanet von Commander Chakotay vorgesehen. Diese Idee wurde aber schließlich fallengelassen und Chakotay wurde stattdessen als Mensch von der Erde konzipiert.

#### Ferenginar
Ferenginar ist der Heimatplanet der Ferengi. Das Klima ist extrem feucht, es gibt zahlreiche Sümpfe, der Himmel ist fast ständig bewölkt und es regnet sehr häufig. Der Planet ist außerdem sehr verdreckt, da die Ferengi kaum auf Umweltschutz achten. In der Hauptstadt des Planeten befindet sich der Handelsturm. Er ist das höchste Gebäude des Planeten und Sitz der Ferengi-Handelsbehörde (FCA). In seiner Umgebung liegen der Große Marktplatz und die Residenz des Großen Nagus.

#### Die Vereinigte Föderation der Planeten

##### Andoria

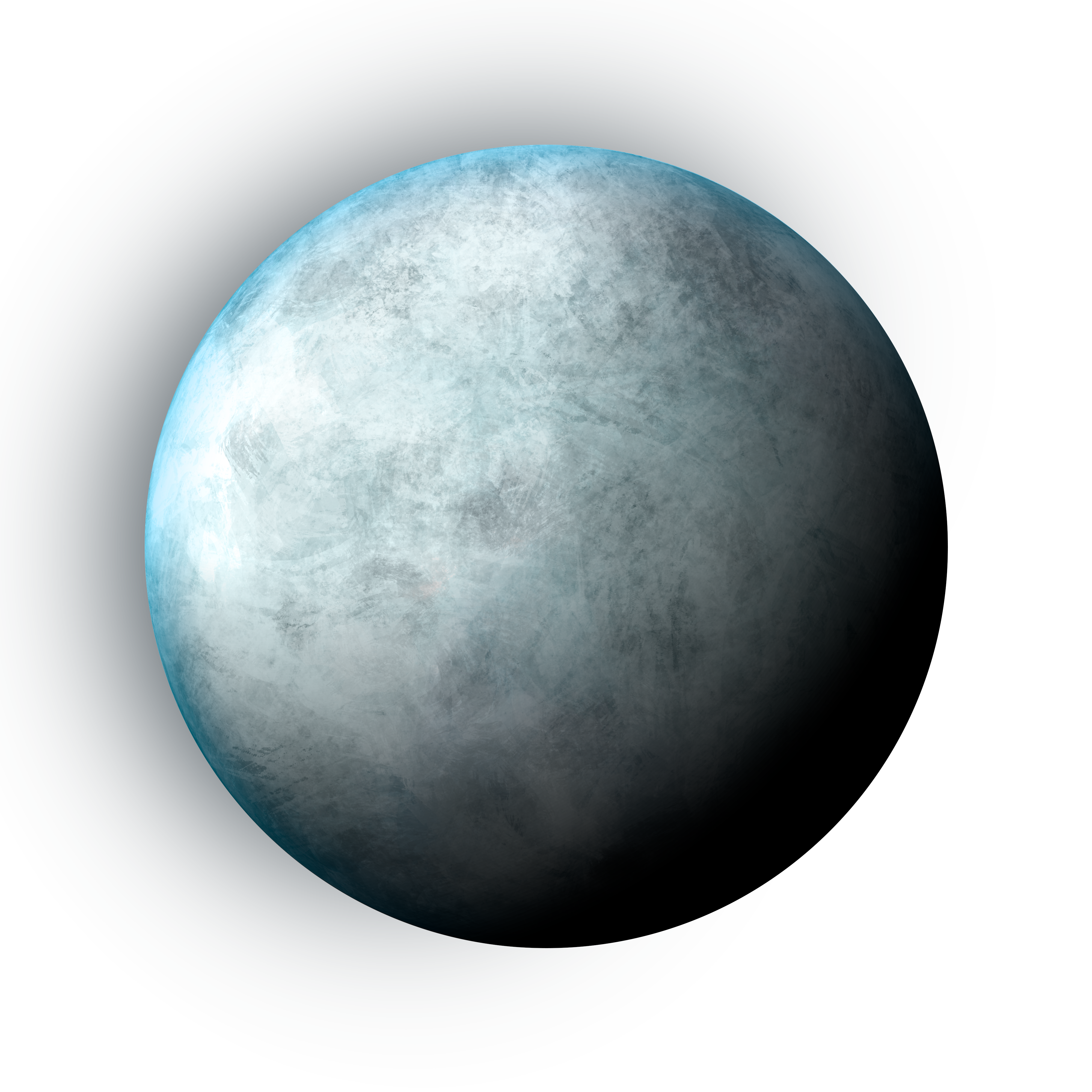
Künstlerische Darstellung von Andoria

Andoria (auch Andor oder Andoria Prime) ist die Heimat der Andorianer und der mit ihnen verwandten Aenar. Andoria ist ein Mond, der einen Gasriesen umkreist. Das Klima des Mondes ist kühl, seine Oberfläche ist mit Eis bedeckt und die Temperatur liegt fast ganzjährig unter dem Gefrierpunkt. Die Städte sind unterirdisch gebaut und werden geothermisch mit Energie versorgt. Andoria ist im Jahr 2161 Gründungsmitglied der Föderation.

##### Betazed
Betazed ist die Heimatwelt der telepathischen Betazoiden. Er hat ein erdähnliches Klima und besitzt große Ozeane und sehr viel Vegetation. Der Planet ist spätestens seit dem 24. Jahrhundert Mitglied der Föderation. Während des Dominion-Kriegs wird Betazed 2374 vom Dominion erobert und kann erst im folgenden Jahr befreit werden.

##### Cestus III
Cestus III ist ein Planet, der sich im 23. Jahrhundert am äußersten Rand des Föderationsraums befindet. Die Oberfläche besteht hauptsächlich aus Wüsten und Gebirgen. Ein von der Föderation errichteter Außenposten wird im Jahr 2267 von den Gorn zerstört, die ebenfalls Anspruch auf den Planeten erheben. Das hoch entwickelte Volk der Metronen inszeniert daraufhin ein Zusammentreffen zwischen der USS Enterprise NCC 1701 und einem Gorn-Raumschiff im Orbit von Cestus III sowie von Captain James T. Kirk und dem Gorn-Captain auf einem anderen Planeten. Nach anfänglichen Kämpfen kann der Konflikt schließlich friedlich beigelegt werden.
Der Planet bleibt daraufhin im Besitz der Föderation und wird erneut besiedelt. Im 24. Jahrhundert gibt es auf Cestus III eine Stadt namens Pike City, benannt nach Captain Christopher Pike.

##### Erde

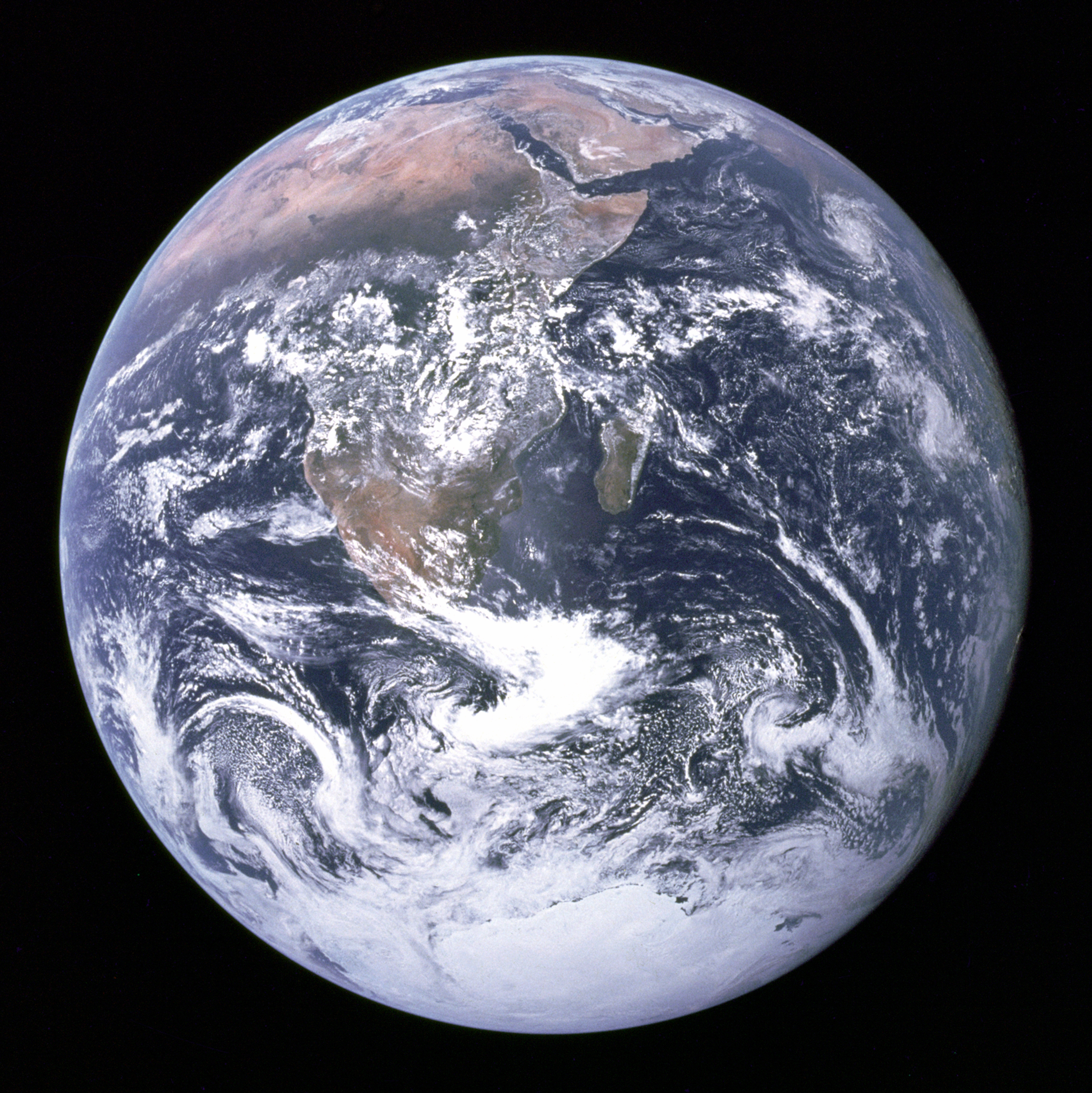
Die Erde

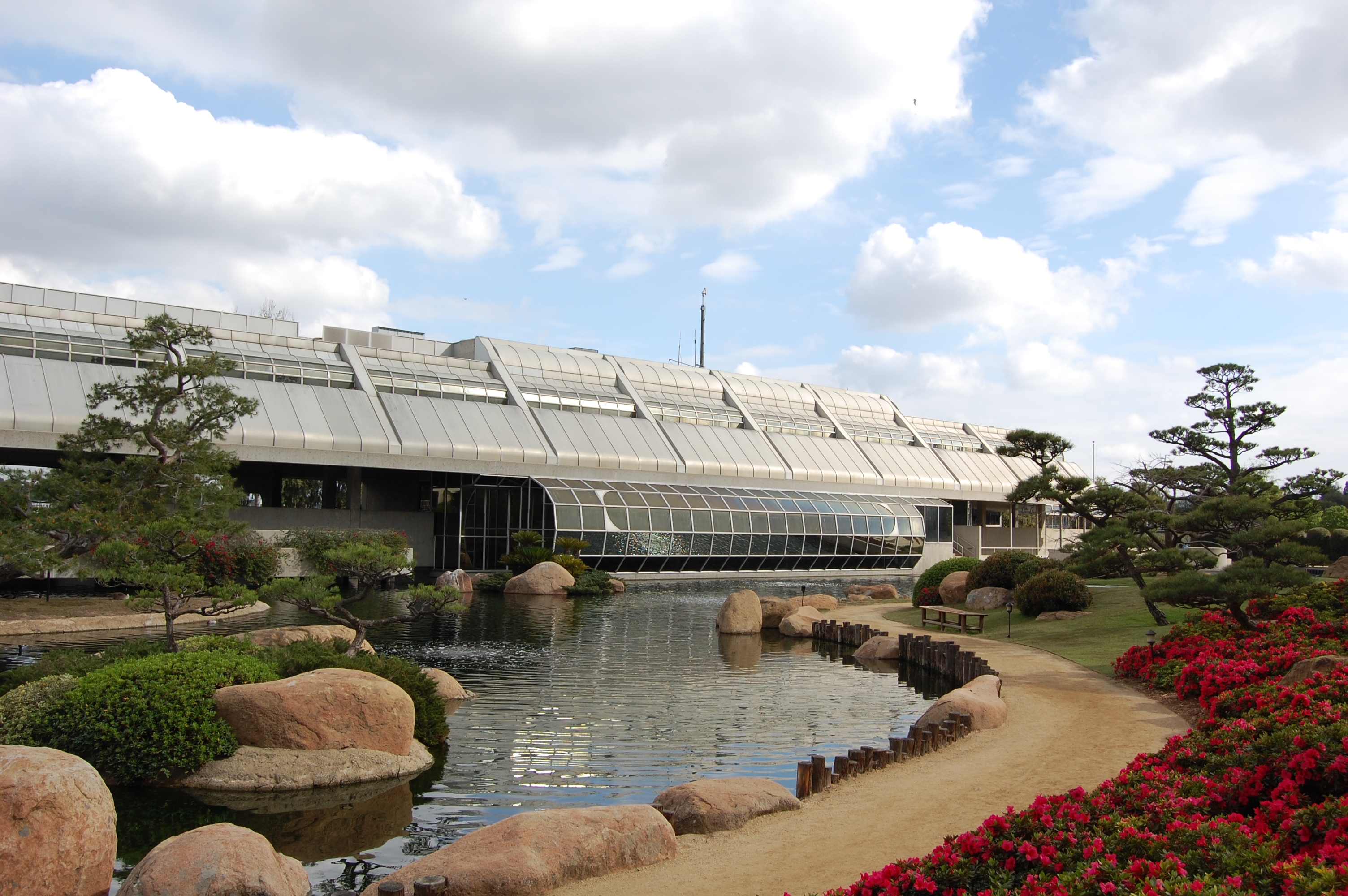
Der japanische Garten im Tillman Water Reclamation Plant in Van Nuys, Los Angeles diente mehrfach als Kulisse für das Hauptquartier der Sternenflotte und die Sternenflottenakademie.

Die Erde ist die Heimat der Menschen. Am 5. April 2063 findet in Bozeman, Montana der offizielle Erstkontakt mit den Vulkaniern statt. Im Jahr 2161 ist die Erde Gründungsmitglied der Föderation und wird daraufhin deren Hauptsitz. Der Amtssitz des Föderationspräsidenten befindet sich in Paris. In San Francisco tagt der Föderationsrat; hier befinden sich außerdem das Hauptquartier der Sternenflotte und die Sternenflottenakademie. Im Erdorbit befinden sich mehrere wichtige Raumstationen der Sternenflotte, darunter das Raumdock der Erde (eine fast 7 km hohe pilzförmige Station), die McKinley-Station und die San-Francisco-Flottenwerft.
Die Geschichte der Erde des späten 20. und frühen 21. Jahrhunderts wird in Star Trek als sehr konfliktreich beschrieben. In den 1990er Jahren gelingt es mehreren genetisch aufgewerteten Menschen, sogenannten Augments, die Macht in mehreren Staaten an sich zu reißen. Es kommt zu den eugenischen Kriegen, in denen sie schließlich gestürzt werden können. Als Konsequenz werden genetische Aufwertungen von Menschen verboten. Eine Gruppe von Augments unter Führung von Khan Noonien Singh flieht mit dem Raumschiff SS Botany Bay von der Erde. Die Unfähigkeit der US-Regierung bei der Lösung sozialer Probleme führt 2024 zum Bell-Aufstand in San Francisco. Von 2026 bis 2053 tobt der Dritte Weltkrieg, der auch mit Atomwaffen geführt wird und dem 600 Millionen Menschen zum Opfer fallen. Nach Kriegsende sind die meisten größeren Städte zerstört und die Atmosphäre ist mit radioaktiven Isotopen kontaminiert. Colonel Phillip Green führt nach dem Krieg ein Euthanasie-Programm an Opfern von Strahlenschäden durch. Bis mindestens 2079 herrscht die postatomare Schreckenszeit, die geprägt ist von Schauprozessen und Soldaten, die mit Drogen gefügig gemacht werden.
In den folgenden Jahrzehnten normalisieren sich die Zustände auf der Erde wieder und es kommt zu einem allmählichen Vereinigungsprozess, bis schließlich im Jahr 2150 alle Staaten einer gemeinsamen Weltregierung angehören.
Im Laufe der Jahrhunderte ist die Erde mehrfach Angriffen von außerirdischen Mächten ausgesetzt. Die erste schwere Krise wird von den Xindi verursacht, die 2153 mit dem Prototyp einer Waffe sieben Millionen Menschen töten. Eine voll einsatzfähige Waffe, die die Erde komplett vernichten könnte, kann 2154 im Erdorbit zerstört werden. Im 23. Jahrhundert droht der Erde Gefahr durch zwei hoch entwickelte Sonden. Die erste namens V’Ger nähert sich der Erde im Jahr 2273. Es handelt sich um die fiktive irdische Raumsonde Voyager 6, die von Maschinenwesen weiterentwickelt wurde und nun nach ihrem Schöpfer sucht. Eine zweite Sonde versucht im Jahr 2286 mit Walen zu kommunizieren, die aber mittlerweile ausgerottet sind. Sie verdampft dabei die Ozeane der Erde und die Bedrohung kann nur durch eine Zeitreise beigelegt werden, durch welche zwei Buckelwale aus der Vergangenheit ins 23. Jahrhundert gebracht werden. Im Jahr 2364 versuchen insektenartige Parasiten, durch die Übernahme hochrangiger Sternenflottenoffiziere die Kontrolle über die Föderation zu erlangen. 2367 und 2373 können zwei Versuche der Borg, die Erde zu erobern, abgewehrt werden. 2375 führen die Breen während des Dominionkriegs einen Überraschungsangriff auf die Erde durch, bei dem das Hauptquartier der Sternenflotte und die umliegenden Gebiete in San Francisco stark beschädigt werden.
Als durch den „Brand“ im Jahr 3069 der interstellare Raumflug weitgehend zum Erliegen kommt und die Föderation dadurch fast zusammenbricht, tritt die Erde aus dieser aus und betreibt eine strikte Isolationspolitik, sowohl gegenüber außerirdischen Völkern als auch gegenüber den eigenen Kolonien im Sonnensystem. Erst über 100 Jahre später kommt es wieder zu einer Öffnung und 3190 kommt es zunächst zu einer Wiedervereinigung mit Titan und kurze Zeit später zum Wiedereintritt beider Welten in die Föderation.

###### Mond
Der Mond ist seit den 2060er Jahren dauerhaft von Menschen besiedelt. Im 24. Jahrhundert beträgt die Bevölkerung 50 Millionen. Der Name Mond kommt allmählich außer Mode und wird zunehmend durch Luna ersetzt. Die älteste Stadt auf dem Mond ist New Berlin, weitere wichtige Siedlungen sind Copernicus City, Lake Armstrong und Tycho City.

###### Mars

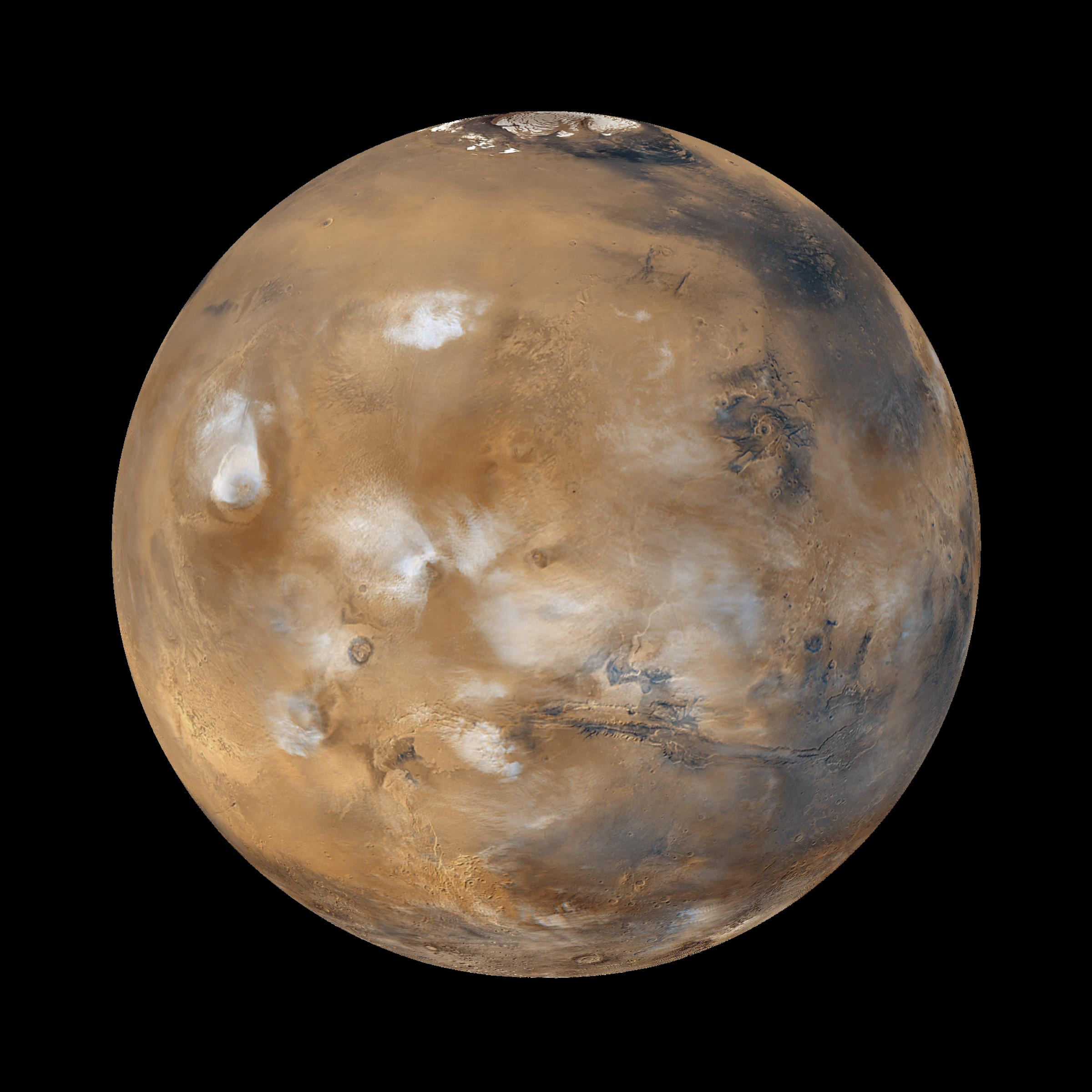
Der Mars

Im 21. und 22. Jahrhundert werden menschliche Kolonien auf dem Mars gegründet. Durch Terraforming wird der Planet langsam an menschliche Bedürfnisse angepasst. Bereits in den 2150er Jahren ist es möglich, sich ohne Druckanzug auf seiner Oberfläche zu bewegen (eine Sauerstoffversorgung wird aber weiterhin benötigt). Große Bedeutung hat die Utopia-Planitia-Flottenwerft, die sowohl aus Einrichtungen auf der Oberfläche als auch im Orbit besteht. Die USS Enterprise D wird hier in den frühen 2360er Jahren geplant und gebaut. 2385 wird die Flottenwerft von außer Kontrolle geratenen Androiden zerstört.

###### Jupiter und seine Monde
Im Jahr 2024 startet das Raumschiff Shango X-1 zur Europa-Mission, die das Ziel hat, den Jupitermond Europa zu erforschen. Zu den Besatzungsmitgliedern gehört Renée Picard, eine Vorfahrin von Jean-Luc Picard. Nach der Gründung der Föderation werden mindestens zwei Sternenflotten-Raumschiffe nach dem Mond Europa benannt. Spätestens im 22. Jahrhundert wird im Orbit des Jupiter die Jupiter-Station errichtet. Lewis Zimmerman arbeitet hier in den 2370er Jahren an einer verbesserten Version des Medizinisch-Holografischen Notfallprogramms. Der Jupitermond Ganymed ist spätestens seit dem 23. Jahrhundert bewohnt. Im Jahr 2401 versteckt sich ein Borg-Kubus im Großen Roten Fleck des Jupiter.
In der alternativen Kelvin-Zeitlinie benutzt Admiral Alexander Marcus ein hinter dem Jupitermond Io verstecktes Raumdock, um heimlich das schwer bewaffnete Raumschiff USS Vengeance zu bauen.

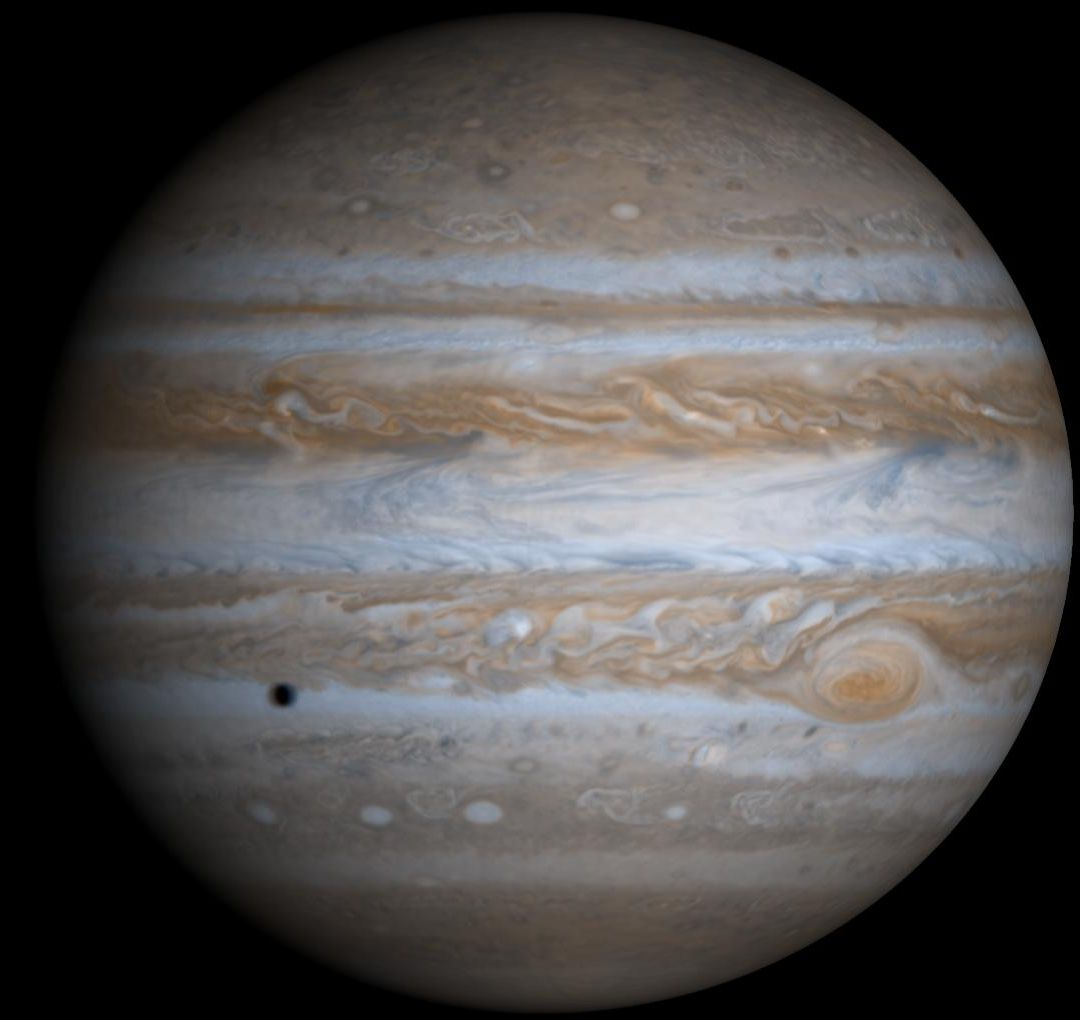
Jupiter (mit dem Großen Roten Fleck im unteren rechten Viertel)
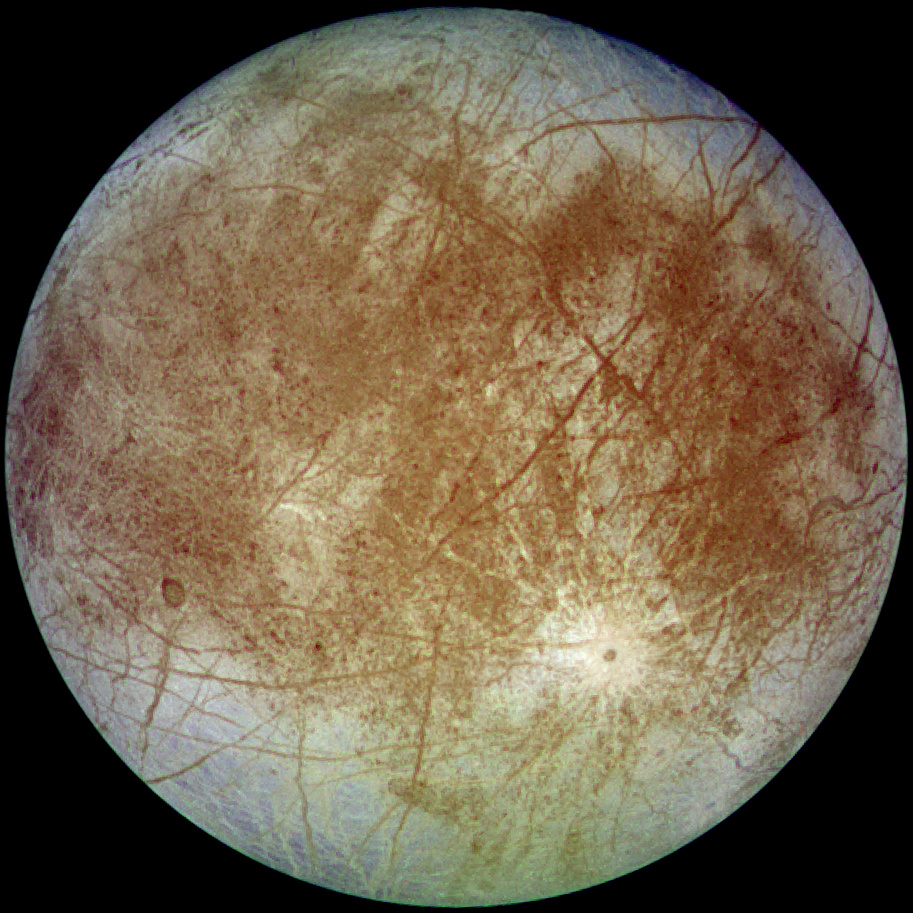
Europa
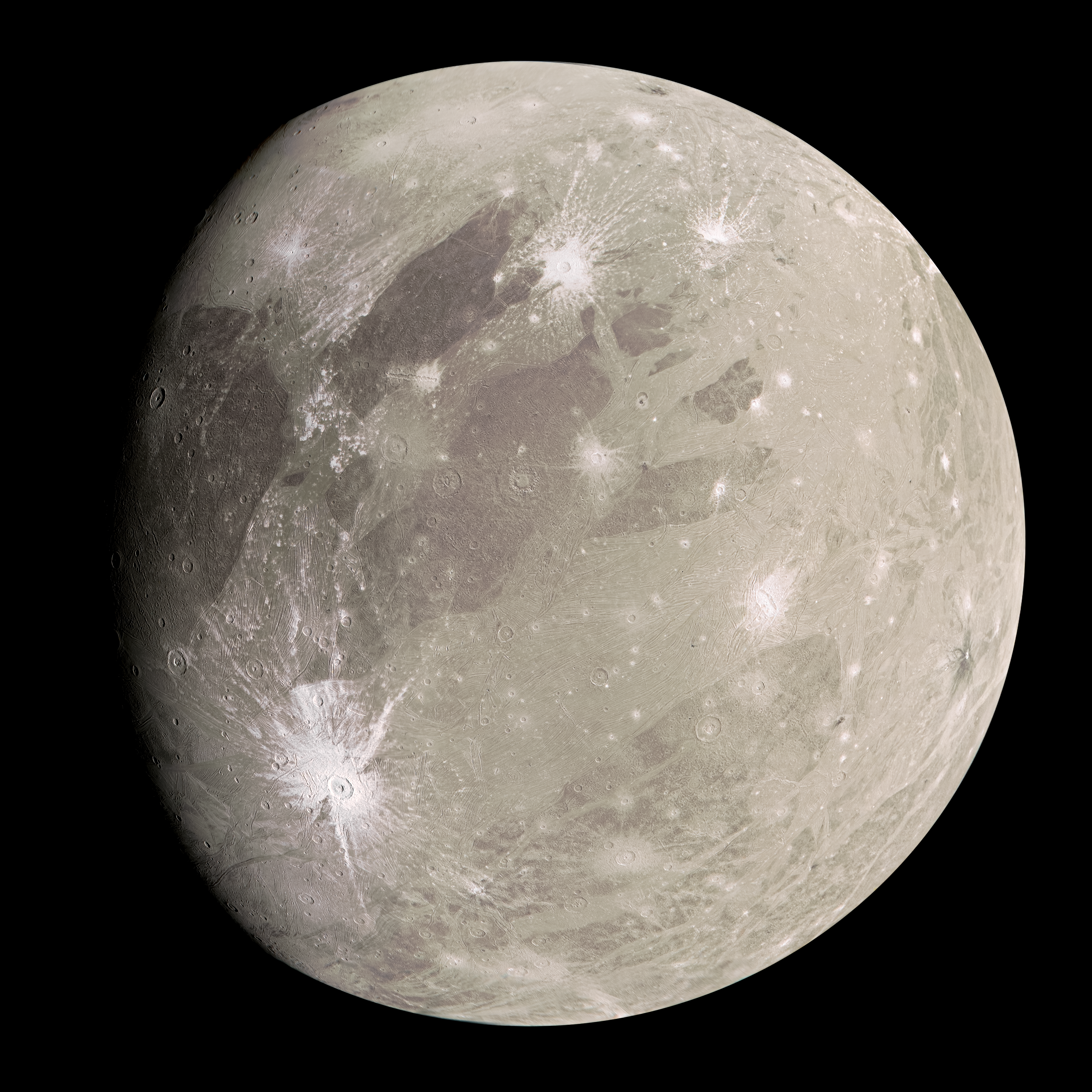
Ganimed
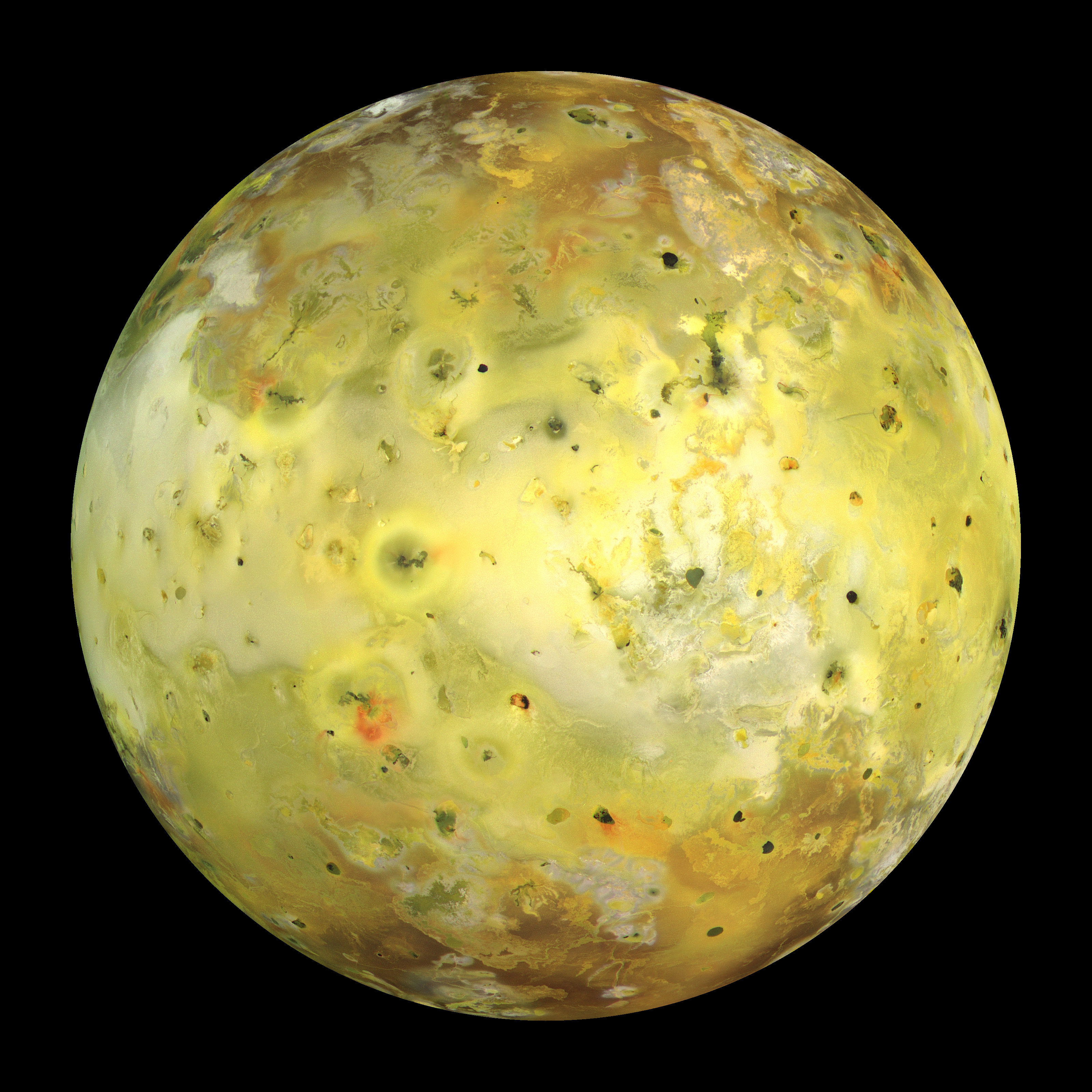
Io

###### Saturn und seine Monde
Zwischen Jupiter und Saturn besteht im 24. Jahrhundert eine tägliche Shuttle-Verbindung. Saturns größter Mond Titan ist bewohnt. Hier finden regelmäßig Übungen für Sternenflotten-Kadetten statt, besonders Pilotenübungen. Auf dem Mond Mimas befindet sich eine Evakuierungsstation, wohin Piloten bei Notfällen transportiert werden können.

##### Galorndon Core
Galorndon Core ist ein unbewohnter Planet im Föderationsgebiet, der nur 0,5 Lichtjahre von der Romulanischen Neutralen Zone entfernt ist. 2257 wird er im Krieg gegen die Klingonen von diesen besetzt, nach dem Friedensschluss aber wieder an die Föderation zurückgegeben. 2366 überquert ein romulanisches Aufklärungsschiff verbotenerweise die Grenze zum Föderationsraum und stürzt auf Galorndon Core ab. Die Situation spitzt sich zu, als sowohl die Enterprise D als auch ein romulanisches Kriegsschiff den Absturz untersuchen. Als die Besatzung den Romulanern aber einen Überlebenden ihres Aufklärungsschiffes übergeben kann, drehen diese schließlich ab. Im Jahr 2368 dient der Planet als Treffpunkt für einen Ferengi-Waffenhändler, der über Mittelsmänner Teile von vulkanischen Raumschiffen an die Romulaner liefert, die mit deren Hilfe eine Invasion von Vulkan durchführen wollen.

##### Gamma Hydra
Gamma Hydra ist ein Planetensystem, das sich sowohl in der Nähe der klingonischen Grenze als auch am Rand der Romulanischen Neutralen Zone befindet. Im Jahr 2256 existiert dort eine andorianische Kolonie. Auf dem Planeten Gamma Hydra IV wird im 23. Jahrhundert eine wissenschaftliche Kolonie eingerichtet, deren Bewohner aber 2267 alle sterben, als eine unbekannte Strahlung aus einem Kometenschweif sie rapide altern lässt. Im Jahr 2285 wird das Gamma-Hydra-System als Schauplatz des simulierten Kampfs gegen die Klingonen während des Kobayashi-Maru-Tests ausgewählt.

##### Memory Alpha
Memory Alpha ist ein Planetoid. Hier befindet sich die bedeutendste Bibliothek der Föderation mit den umfangreichsten Aufzeichnungen zur Geschichte, Kultur und den wissenschaftlichen Erkenntnissen ihrer Mitgliedswelten. Abgesehen von wissenschaftlichem und technischem Personal ist der Planet unbewohnt. Auf seiner Oberfläche wurden mehrere miteinander verbundene Kuppeln errichtet, die alle Einrichtungen beherbergen.
Im Jahr 2269 wird Memory Alpha von den Zetarianern, einem Volk körperloser Wesen, angegriffen. Dabei werden alle Bewohner getötet und der zentrale Speicher zerstört. Nachdem die Zetarianer von der USS Enterprise NCC 1701 unter dem Kommando von James T. Kirk besiegt werden können, wird die Bibliothek wieder aufgebaut.
Das größte Star-Trek-Fan-Wiki ist nach Memory Alpha benannt.

##### Mutara-Sektor
Der Mutara-Sektor ist eine Region des Weltalls innerhalb des Föderationsraums, der insbesondere 2284/85 im Rahmen eines Terraforming-Projekts große Bedeutung zukommt.

###### Genesis-Planet
Der Genesis-Planet ist ein künstlich erschaffener Himmelskörper, der 2285 durch die Explosion des Genesis-Projektils im Mutara-Nebel entsteht. Das Projektil war eigentlich vorgesehen, um tote Planeten in lebensfreundliche Welten umzuwandeln, nicht aber, um neue Planeten zu erschaffen. Nach dem Zwischenfall im Mutara-Nebel wird der gesamte Mutara-Sektor von der Föderation zum Sperrgebiet erklärt und die USS Grissom zur Erforschung des Genesis-Planeten abgestellt. David Marcus und Lieutenant Saavik beamen auf die Oberfläche des Planeten. Dort finden sie einen jungen Vulkanier, der sich als Spock herausstellt. Nachdem er im Mutara-Nebel für die Rettung der Enterprise sein Leben gegeben hatte, wurde sein Leichnam in einer Torperdohülle dem All übergeben. Die Torpedohülle landete auf dem Genesis-Planeten und dessen Kräfte führten zu einer Regeneration von Spocks totem Körper.
Unterdessen versucht der klingonische Captain Kruge, das Wissen um das Genesis-Projekt in seinen Besitz zu bringen, um es als Waffe zu benutzen. Die Grissom wird zerstört und das Außenteam auf dem Planeten als Geisel genommen. David Marcus wird dabei von den Klingonen getötet. Die zu Hilfe geeilte USS Enterprise NCC 1701 unter dem Commando von Admiral James T. Kirk soll den Klingonen übergeben werden. Kirk kann dies nur verhindern, indem er die Selbstzerstörung aktiviert und mit seiner Mannschaft im selben Augenblick auf das Schiff der Klingonen beamt, in dem diese auf die Enterprise beamen. Kurz darauf explodiert die Enterprise und ihr Wrack verglüht in der Atmosphäre des Genesis-Planeten. Die verbliebenen Klingonen auf der Oberfläche können besiegt und Saavik und Spock gerettet werden. Der Genesis-Planet erweist sich schließlich als instabil und kollabiert kurz darauf.

###### Mutara-Nebel
Der Mutara-Nebel ist ein bläulich-lilafarbener interstellarer Nebel, der vor allem aus ionisiertem Gas besteht und in dem es häufig zu statischen Entladungen kommt. Als Khan Noonien Singh 2285 mithilfe der gekaperten USS Reliant das Genesis-Projektil von Regula 1 entwendet und einen Überraschungsangriff auf die USS Enterprise NCC 1701 startet, nutzt letztere den Mutara-Nebel als Rückzug, da Sensoren hier stark beeinträchtigt sind. Die beiden stark beschädigten Schiffe liefern sich ein Katz-und-Maus-Spiel und schließlich kommt es zur Entscheidungsschlacht. Khan plant, das Genesis-Projektil explodieren zu lassen, um sowohl sein eigenes Schiff als auch die Enterprise zu zerstörten. Captain Spock gelingt es unter Einsatz seines Lebens, den beschädigten Warpantrieb der Enterprise zu reparieren, wodurch diese kurz vor der Explosion entkommen kann. Durch die Explosion des Projektils entsteht aus der Materie des Mutara-Nebels der neue Genesis-Planet.

###### Regula
Regula ist ein Planetoid im Mutara-Sektor. Nach eingehender Forschung wurde sichergestellt, dass er keinerlei Leben birgt. Er wird somit zum idealen Kandidaten für das sogenannte Genesis-Projekt, das auf toten Welten lebensfreundliche Bedingungen schaffen soll. Der Planetoid wird von der Raumstation Regula 1 umkreist, die als Hauptquartier des von Carol Marcus und ihrem Sohn David Marcus geleiteten Genesis-Projekts dient. Unter der Oberfläche des Planetoiden werden in mehrmonatiger Arbeit Tunnel und Höhlen angelegt, in denen erste erfolgreiche Tests durchgeführt werden, wodurch innerhalb eines Tages ein Ökosystem mit Pflanzen und anderen Lebewesen entsteht.
Khan Noonien Singh kann mithilfe der gekaperten USS Reliant das auf Regula 1 stationierte Genesis-Projektil entwenden. Carol und David Marcus können unter die Oberfläche des Planetoiden flüchten, wo sie kurz darauf von einem Außenteam der USS Enterprise NCC 1701 unter Leitung von Admiral James T. Kirk gefunden werden. Hier erfährt Kirk, dass er der Vater von David Marcus ist.

##### Omicron Theta
Omicron Theta ist ein Planet mit mindestens zwei Monden in einem gleichnamigen Sternensystem. Die Föderation hat hier eine Kolonie gegründet. Im frühen 24. Jahrhundert lebt Dr. Noonien Soong auf Omicron Theta und entwickelt hier die Androiden B-4, Lore und Data. Im Jahr 2338 wird die Kolonie durch ein im Weltall lebendes Kristallinwesen ausgelöscht. Die zu Hilfe eilende USS Tripoli findet nur den Androiden Data als einzigen Überlebenden vor. Dr. Soong wird für tot gehalten, er hatte den Planeten aber schon vor dem Angriff des Kristallinwesens (vermutlich zusammen mit B-4) verlassen. Im Jahr 2364 besucht die USS Enterprise NCC 1701-D Omicron Theta und findet dort in Soongs unterirdischem Labor den zerlegten Lore.

##### Pacifica
Pacifica ist ein Planet im Alpha-Quadranten, dessen Oberfläche größtenteils von einem Ozean bedeckt ist. Seine Strände machen ihn für die Bürger der Föderation zu einem beliebten Urlaubsziel. Im Jahr 2364 soll die Crew der USS Enterprise NCC 1701-D dort einen Landurlaub machen, was aber durch unerwartete Ereignisse verhindert wird. Im folgenden Jahr bringt die Enterprise die betazoidische Botschafterin Lwaxana Troi zu einer Konferenz nach Pacifica.

##### P’Jem
P’Jem ist ein Planet, der unter der Herrschaft der Vulkanier steht. Im 9. oder 8. Jahrhundert v. Chr. gründen sie dort ein Kloster. Der Planet liegt nahe an der Grenze zum Raum der Andorianer, zu denen die Vulkanier vor der Gründung der Föderation ein angespanntes Verhältnis pflegen. Bei einem Besuch der Besatzung der Enterprise NX-01 im Jahr 2151 wird aufgedeckt, dass die Vulkanier in dem Kloster heimlich einen Horchposten betreiben, mit dem sie die Andorianer ausspionieren. Einige Monate später wird das Kloster von den Andorianern zerstört.
Gemäß einer Sternenkarte, die in mehreren Episoden der Serie Star Trek: Enterprise zu sehen ist, umkreist P’Jem Luytens Stern.

##### Risa
Risa ist die Heimatwelt der Risaner. Der Planet hat zwei Monde. Ursprünglich waren die Lebensbedingungen sehr unwirtlich und die Bewohner hatten mit ständigen Regenfällen und Erdbeben zu kämpfen. Irgendwann vor dem 22. Jahrhundert gelingt ihnen aber die Entwicklung eines Umweltkontrollsystems, mit dessen Hilfe sie den gesamten Planeten in ein tropisches Paradies verwandeln. Er wird dadurch zu einem der beliebtesten Urlaubsziele in der Föderation.
Gemäß dem Referenzwerk Star Trek: Sternen-Atlas umkreist Risa Epsilon Ceti B, der Teil eines Doppelsternsystems ist.

##### Setlik III
Setlik III ist ein Planet nahe der Grenze zum cardassianischen Territorium. Dort befindet sich eine Kolonie der Föderation. Mitte des 24. Jahrhunderts wird der Planet während eines Grenzkriegs von den Cardassianern überfallen, die dort ein Massaker an der Bevölkerung verüben. Miles O’Brien, der zu dieser Zeit an Bord der USS Rutledge dient, wird während des Massakers in Kämpfe mit den Cardassianern verwickelt.

##### Tellar Prime
Tellar Prime (auch Tellar) ist die Heimat der Tellariten. Der Planet ist recht erdähnlich und besitzt zwei Monde. Gemäß dem Referenzwerk Die Welten der Föderation ist Tellar Prime der fünfte von acht Planeten im 61-Cygni-Doppelsternsystem. Tellar Prime ist im Jahr 2161 Gründungsmitglied der Föderation.

##### Trill
Trill ist der Heimatplanet der gleichnamigen Spezies sowie der nicht-humanoiden Trill-Symbionten. Der Planet ist recht erdähnlich, allerdings haben die Ozeane eine eher violette Färbung. Spätestens seit dem 24. Jahrhundert ist Trill Mitglied der Föderation.
Als durch den „Brand“ im Jahr 3069 der interstellare Raumflug weitgehend zum Erliegen kommt und die Föderation dadurch fast zusammenbricht, gehört Trill zu den besonders stark betroffenen Planeten. Die Bevölkerung wird stark dezimiert, Trill verlässt die Föderation und isoliert sich für über 100 Jahre. Danach kommt es wieder zu einer Öffnung und 3189 tritt der Planet erneut der Föderation bei.

##### Turkana IV
Turkana IV ist ein Planet, auf dem die Föderation eine Kolonie aufgebaut hat, die aber um 2317 den Kontakt einstellt. In den 2330er Jahren bricht die staatliche Ordnung weitgehend zusammen und in einem Bürgerkrieg bekämpfen sich zahlreiche Fraktionen gegenseitig. Die beiden stärksten, die Koalition und die Allianz, werden schließlich von der Regierung mit Polizeibefugnissen ausgestattet, was aber letztlich nur zum kompletten Sturz der Regierung führt.
Tasha Yar stammt von Turkana IV. Ihr gelingt 2352 die Flucht und sie tritt später der Sternenflotte bei. Die USS Enterprise NCC 1701-D besucht 2367 Turkana IV und trifft dabei auf Tashas Schwester Ishara.

##### Vulkan/Ni’Var

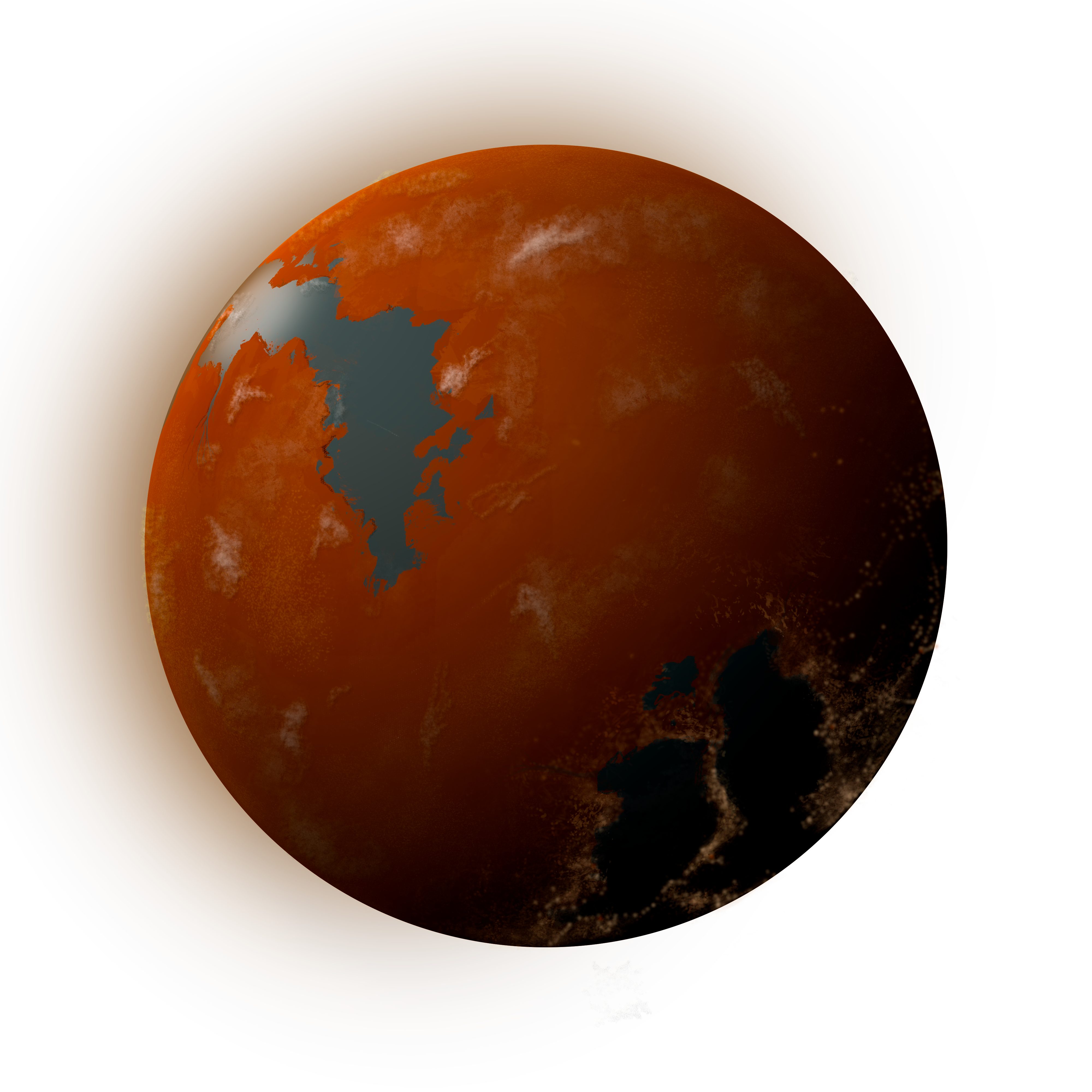
Künstlerische Darstellung von Vulkan

Vulkan (im englischen Original Vulcan) ist der Heimatplanet der Vulkanier und der Romulaner. Beide waren ursprünglich ein Volk, doch die Romulaner spalteten sich im 4. Jahrhundert von den Vulkaniern ab und ließen sich auf Romulus nieder. Vulkan ist im Jahr 2161 Gründungsmitglied der Föderation. Gemäß dem Star Trek: Sternen-Atlas umkreist der fiktive Planet den realen Stern Keid (40 Eridani). Der Planet besteht größtenteils aus Wüsten und Gebirgen, das Klima ist heiß und trocken. Größere Gewässer und Zonen mit üppiger Vegetation machen nur einen kleinen Teil der Planetenoberfläche aus. Der Planet besitzt keinen Mond.
Eine der wichtigsten Städte auf Vulkan ist Shi’Kahr. Hier befindet sich die Vulkanische Akademie der Wissenschaften. Shi’Kahr ist außerdem die Heimatstadt des vulkanischen Botschafters Sarek und seines Sohnes Spock.
Irgendwann nach dem 24. Jahrhundert kommt es zu einer Wiedervereinigung der Vulkanier und Romulaner auf ihrem Heimatplaneten, der daraufhin in Ni’Var umbenannt wird.

#### Die Klingonische Neutrale Zone
Die Klingonische Neutrale Zone ist ähnlich der Romulanischen Neutralen Zone eine Pufferzone zwischen der Föderation und dem Klingonischen Reich. Wann genau sie etabliert wurde, ist unbekannt. Laut dem Computerspiel Star Trek: Starfleet Academy soll dies 2267 mit dem Vertrag von Organia geschehen sein; allerdings gelten die Inhalte von Computerspielen nicht als canon. Im kanonischen Teil von Star Trek wird die Neutrale Zone nur in den Filmen Star Trek II, Star Trek III und Star Trek VI erwähnt. 2293 kommt es zu einer Annäherung der Klingonen und der Föderation, was wohl zur Auflösung der Neutralen Zone führt.

#### Das Klingonische Reich

##### Qo’noS

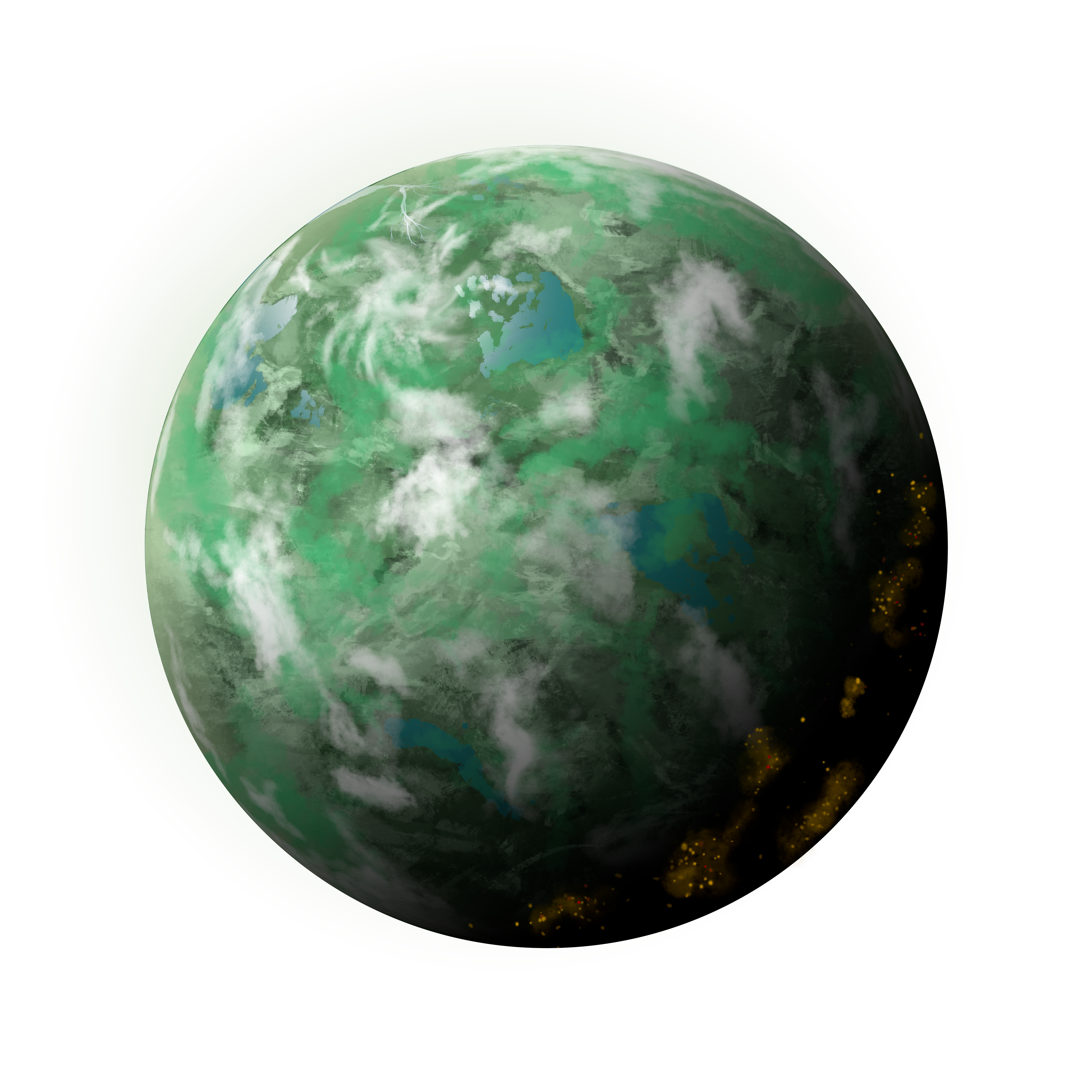
Künstlerische Darstellung von Qo’noS

Qo’noS (gesprochen: Kronos) ist die Heimatwelt der Klingonen und der Hauptsitz ihres Imperiums. Die Hauptstadt ist nur als Erste Stadt bekannt. Hier befindet sich die Große Halle des Klingonischen Hohen Rats.

###### Praxis
Praxis ist ein Mond von Qo’noS und im 23. Jahrhundert der wichtigste Standort für die Energieversorgung des Planeten. Übermäßiger Raubbau und mangelnde Sicherheitsvorkehrungen führen 2293 zu einem Unfall, bei dem große Teile des Mondes weggesprengt werden. Die Atmosphäre von Qo’noS wird dadurch so sehr geschädigt, dass die Klingonen gezwungen sind, ihre Kriegswirtschaft massiv zurückzufahren und Friedensgespräche mit der Föderation zu führen.

##### Boreth
Der Planet Boreth ist ein wichtiges religiöses Zentrum der Klingonen. Gemäß ihrem Glauben soll der Reichsgründer Kahless hier eines Tages wieder erscheinen. Im Kloster von Boreth werden außerdem Zeitkristalle aufbewahrt.

##### Khitomer
Khitomer ist im 23. Jahrhundert zunächst ein neutraler Planet. Nach der Zerstörung von Praxis finden hier im Jahr 2293 erste Friedensverhandlungen zwischen den Klingonen und der Föderation statt. Später gründen die Klingonen hier eine Kolonie. Im Jahr 2346 wird der Planet von den Romulanern überfallen und wohl auch annektiert. Bei diesem später als Khitomer-Massaker bezeichneten Zwischenfall werden etwa 4000 Klingonen getötet. Zu den wenigen Überlebenden gehört Worf, der vom Föderationsraumschiff Intrepid gerettet wird und später der Sternenflotte beitritt.

##### Narendra III
Narendra III ist eine klingonische Kolonie. Im Jahr 2152 wird Captain Jonathan Archer hier vor Gericht gestellt. Im Jahr 2344 wird der Plantet von Romulanern angegriffen. Das Föderationsraumschiff USS Enterprise C kommt den Klingonen zu Hilfe. Die Schlacht endet in einer Niederlage und sowohl die Enterprise als auch die Kolonie werden zerstört. Das Verhalten der Föderation beeindruckt die Klingonen aber so sehr, dass sie schließlich eine dauerhafte Allianz mit ihr eingehen.

##### Rura Penthe

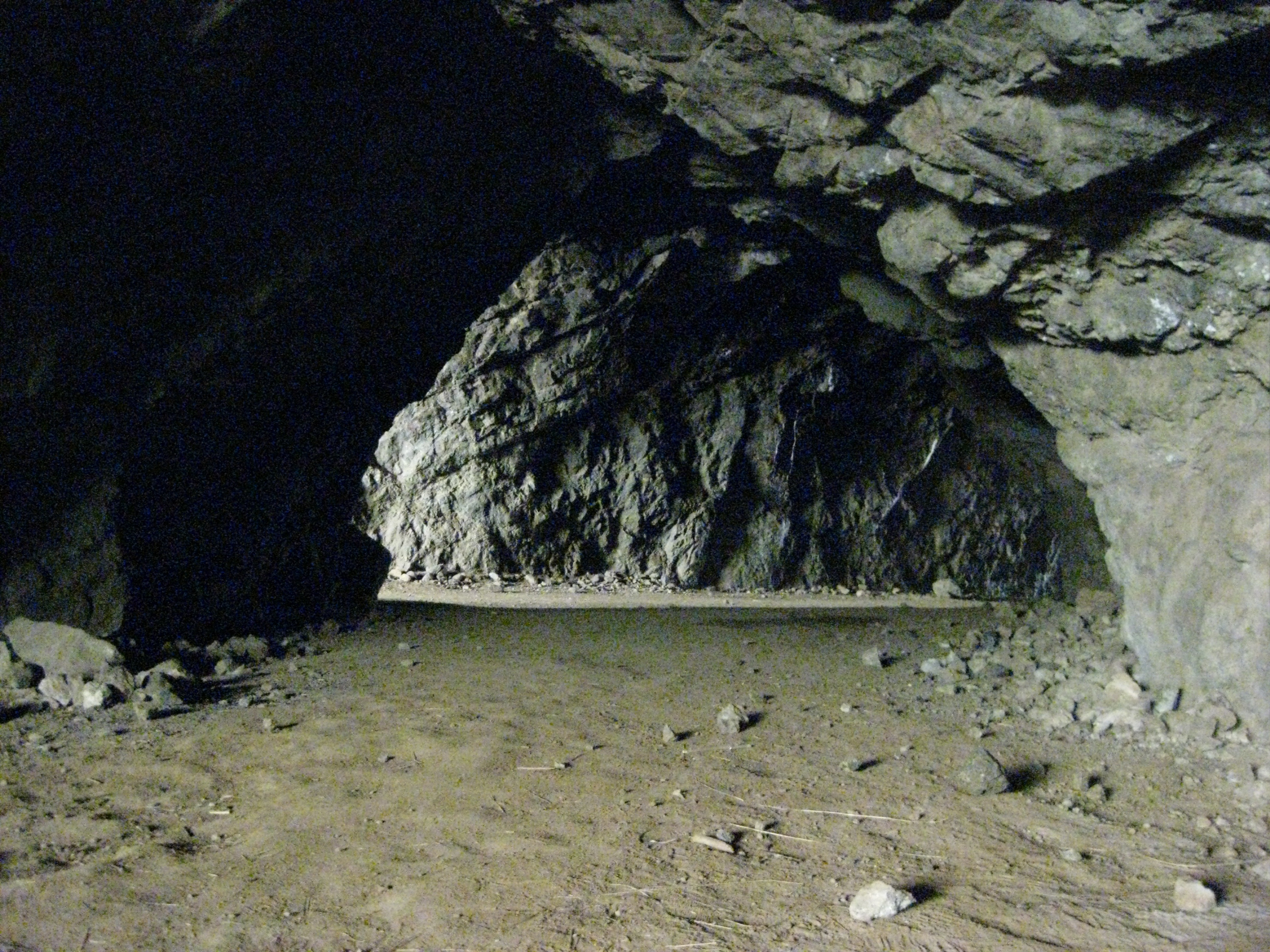
Die Bronson Caves dienten in Star Trek VI als Kulisse für Rura Penthe

Rura Penthe ist ein Asteroid, auf dem die Klingonen eine Strafkolonie eingerichtet haben. Hier müssen Gefangene in unterirdischen Bergwerken Dilithium abbauen. Vergehen oder schlechte Arbeitsleistung werden mit Verbannung auf die eisige Oberfläche des Asteroiden bestraft. Rura Penthe ist in der Galaxie als „Friedhof der Fremden“ berüchtigt.
Im Jahr 2152 wird Captain Jonathan Archer von den Klingonen zu Zwangsarbeit auf Rura Penthe verurteilt. Ihm gelingt mithilfe seiner Crew aber die Flucht. Später wird in der Kolonie ein Transporterscrambler installiert, der illegales Beamen verhindert. Im Jahr 2293 werden Captain James T. Kirk und Dr. Leonard McCoy als vermeintliche Mörder des klingonischen Kanzlers Gorkon ebenfalls zur Zwangsarbeit auf Rura Penthe verurteilt. Auch ihnen gelingt die Flucht.
Der Name Rura Penthe geht auf eine gleichnamige fiktive Strafkolonie aus dem Film 20.000 Meilen unter dem Meer von 1954 zurück.
Als Drehort für die Dilithium-Minen auf Rura Penthe dienten im Film Star Trek VI: Das unentdeckte Land die Bronson Caves in Los Angeles. Die Landschaftsaufnahmen entstanden am Knik-Gletscher in Alaska.

#### Die Romulanische Neutrale Zone
Die Romulanische Neutrale Zone ist eine mehrere Lichtjahre breite Pufferzone, die nach dem Ende des irdisch-romulanischen Krieges im Jahr 2160 zwischen dem Romulanischen Sternenimperium und dem Gebiet der späteren Föderation eingerichtet wird. Sie besteht für mehr als 200 Jahre. Die Föderation errichtet an der Grenze zur Neutralen Zone zahlreiche Außenposten, während die Romulaner auf ihrer Seite der Grenze große Flottenverbände stationieren und Patrouillenflüge durchführen. Planeten innerhalb der Neutralen Zone dürfen von keiner der beiden Parteien beansprucht werden. Dringt ein Raumschiff in die Neutrale Zone ein, kann dies als kriegerische Handlung betrachtet werden, allerdings wird dies häufig auch toleriert.
Beide Seiten verstoßen immer wieder gegen die vertraglichen Bestimmungen zur Neutralen Zone. Ein erster bedeutender Zwischenfall ereignet sich 2266, als ein romulanisches Kriegsschiff, das mit einer neuartigen Tarnvorrichtung ausgestattet ist, vier Außenposten der Föderation zerstört. Das Schiff kann schließlich von der USS Enterprise NCC-1701 gestellt werden. Dabei kommt es zur ersten visuellen Kontaktaufnahme zwischen Menschen und Romulanern, wodurch die Verwandtschaft der Romulaner mit den Vulkaniern bekannt wird. Das Schiff zerstört sich anschließend selbst. Zwei Jahre später führt die Enterprise eine Undercover-Mission durch, um in den Besitz einer romulanischen Tarnvorrichtung zu gelangen. Dabei wird die Neutrale Zone erneut verletzt.
Nach mehreren Jahrzehnten der Isolation durchquert ein romulanisches Raumschiff im Jahr 2364 die Neutrale Zone, um wieder Kontakt zur Föderation aufzunehmen. Der Grund hierfür ist, dass mehrere Außenposten der Romulaner wie auch der Föderation von einem unbekannten Gegner zerstört wurden, der sich später als die Borg herausstellt.
2365 dringen zunächst die USS Yamato und danach die USS Enterprise NCC-1701-D in die Neutrale Zone ein, um den Heimatplaneten der ausgestorbenen Iconianer ausfindig zu machen.
2366 fliegt die USS Enterprise NCC-1701-D erneut in die Neutrale Zone, um die Angaben des übergelaufenen romulanischen Admirals Jarok zu überprüfen, nach denen die Romulaner auf dem Planeten Nelvana III eine geheime Militärbasis errichtet haben, von der aus eine großangelegte Invasion des Föderationsraums erfolgen soll. Es stellt sich aber heraus, dass Jarok gefälschte Unterlagen präsentiert wurden, um seine Loyalität zu testen.
2368 kommt es zu einer weiteren Verletzung, als die Romulaner eine Invasion von Vulkan planen, die aber vereitelt werden kann.
Als Romulus 2387 durch eine Supernova zerstört wird und das Imperium kollabiert, wird die Neutrale Zone faktisch bedeutungslos. Das Gebiet versinkt aber rasch in Gesetzlosigkeit. Da sich die Föderation außerstande sieht, hier die Ordnung aufrechtzuerhalten, versucht eine Gruppe namens Fenris-Ranger diese Aufgabe wahrzunehmen.

#### Das Romulanische Sternenimperium

##### Romulus
Romulus ist der zweite von vier Planeten im romulanischen Sternensystem. Er hat zwei Monde. Das Klima ist erdähnlich.
Irgendwann nach dem 4. Jahrhundert wird der Planet von abtrünnigen Vulkaniern besiedelt, welche die gesellschaftlichen Veränderungen auf Vulkan, die durch Surak angestoßen wurden, nicht mittragen wollen. Sie nennen sich nun Romulaner und errichten in den nächsten Jahrhunderten ein Imperium mit Romulus als Zentrum.
Die romulanische Architektur weist Elemente der klassischen Antike auf. Charakteristisch ist außerdem die Aufteilung der Städte in einzelne Bezirke mit rundem Grundriss. Eines der wichtigsten Gebäude ist die Senatshalle in der namentlich nicht genannten Hauptstadt.
Abgesehen von einer zeitweiligen klingonisch-romulanischen Allianz im 23. Jahrhundert ist das Verhältnis der Romulaner zur Föderation und den Klingonen fast durchgehend von Feindschaft und längeren Phasen des Isolationismus geprägt. Erst im Dominion-Krieg kommt es ab 2374 zu einer Annäherung. 2375 werden Mitglieder der Sternenflotte zu einer Konferenz auf Romulus eingeladen.
In den 2380er Jahren wird bekannt, dass die romulanische Sonne in Kürze zu einer Supernova wird. Daraufhin beginnt eine großangelegte Evakuierung des Planeten unter Mithilfe der Föderation. 2387 explodiert die Sonne schließlich und vernichtet Romulus. Der Verlust der Heimatwelt führt zum Zusammenbruch des romulanischen Sternenimperiums. Unter der Bezeichnung Romulanischer Freistaat wird eine neue Zentralregierung gebildet, doch ein Großteil der Romulaner lebt als Flüchtlinge verstreut in der Galaxie.
Der Planet ist nach dem mythischen Gründer der Stadt Rom, Romulus, benannt.

##### Remus
Remus ist der dritte von vier Planeten im romulanischen Sternensystem. Seine Umlaufbahn ist der von Romulus sehr nahe und er ist nur geringfügig kleiner. Die beiden Planeten werden daher als Zwillingsplaneten bezeichnet. Im Gegensatz zu Romulus hat Remus jedoch eine gebundene Rotation, wodurch auf einer Seite permanent Tag und auf der anderen permanent Nacht herrscht. Die Umweltbedingungen sind dadurch sehr unwirtlich. Dennoch hat sich auf dem Planeten Leben entwickelt. Das einheimische Volk der Remaner wird von den Romulanern unterjocht und zur Zwangsarbeit in den Dilithium-Minien des Planeten eingesetzt.
Der Planet wurde bislang nur im Film Star Trek: Nemesis von 2002 aufgegriffen. Sein weiteres Schicksal wurde in den späteren Produktionen nicht thematisiert, es ist aber anzunehmen, dass er ebenfalls durch die romulanische Supernova zerstört wurde.
Der Planet ist nach Remus, dem Bruder des Romulus benannt.

#### Andere

##### Babel
Babel ist ein Planetoid in neutralem Gebiet in der Nähe des andorianischen Raums. Das irdische Raumschiff Enterprise NX-01 bringt 2154 eine tellaritische Delegation nach Babel, wo Streitigkeiten mit den Andorianern geschlichtet werden sollen. Im Jahr 2268 bringt das Föderationsraumschiff USS Enterprise NCC-1701 mehrere Diplomaten der Föderation nach Babel, wo über die Aufnahme des Planeten Coridan verhandelt werden soll. 2270 bringt die USS Enterprise NCC-1701 Commodore Robert April nach Babel, wo er von den bedeutendsten Botschaftern der Föderation geehrt werden soll.
Gemäß dem Referenzwerk Star Trek: Sternen-Atlas umkreist Babel den Stern Wolf 424.

##### Ceti-Alpha-System
Ceti Alpha (möglicherweise eine Falschschreibung für Alpha Ceti (Menkar)) ist ein Sternensystem mit sieben Planeten. Von diesen weist Ceti Alpha V ein erdähnliches Klima, aber kein intelligentes Leben auf. In einer alternativen Zeitlinie, in der die Erde von den Xindi vernichtet wird, dient er im Jahr 2153 den letzten Überlebenden der Menschheit als Zuflucht. 2267 wird der Planet von Captain James T. Kirk als Exil für eine Gruppe Augments unter Führung von Khan Noonien Singh bestimmt. Unbemerkt von der Föderation explodiert nur sechs Monate später Ceti Alpha VI, wodurch sich die Umlaufbahn von Ceti Alpha V verschiebt und die Umweltbedingungen nun äußerst lebensfeindlich werden. Erst 2285 wird der Planet wieder von einem Föderationsschiff, der USS Reliant, angeflogen. Die Mannschaft hält ihn irrtümlich für Ceti Alpha VI und ermöglicht den überlebenden Augments durch diesen Fehler die Kaperung des Schiffs und damit die Flucht.

##### Coppelius
Coppelius (auch Ghulion IV) ist ein erdähnlicher Planet im Alpha- oder Beta-Quadranten. Er besitzt zwei Monde. Die beiden Kybernetiker Bruce Maddox und Altan Inigo Soong gründen hier nach 2385 eine Siedlung namens Coppelius Station. Hier erschaffen sie eine neue Generation künstlicher Lebensformen, die von Menschen nicht mehr zu unterscheiden sind. Maddox verlässt schließlich im Jahr 2396 Coppelius zusammen mit den beiden Zwillings-Androiden Dahj und Soji Asha. Er pflanzt ihnen falsche Erinnerungen ein, sodass sie sich selbst für Menschen halten. Beide haben aber immer wieder Visionen ihrer Heimat. Dahj sucht 2399 Hilfe bei Admiral Jean-Luc Picard, da sie von einer romulanischen Geheimorganisation namens Zhat Vash verfolgt wird, deren Ziel es ist, jegliches künstliche Leben auszulöschen. Als Dahj getötet wird, macht Picard sich mit einer Gruppe von Unterstützern auf die Suche nach ihrer Schwester Soji. Die führt sie schließlich nach Coppelius. Da auch sie überwacht wurde, führt sie aber zugleich eine romulanische Flotte zum Planeten, die die Androiden-Siedlung zerstören will. Einige Schiffe können durch ein Verteidigungssystem zerstört werden, das aus riesigen Orchideenblüten besteht, die ins All vordringen können. Die romulanische Bedrohung kann aber erst durch das Eingreifen einer Flotte der Föderation unter dem Kommando von Captain William T. Riker endgültig abgewehrt werden. Coppelius wird daraufhin zu einem Protektorat der Föderation erklärt. Picard stirbt auf Coppelius an einer chronischen Erkrankung, sein Bewusstsein kann aber in einen neuen, künstlichen Körper übertragen werden.
Coppelius spielt eine wichtige Rolle in der ersten Staffel der Serie Star Trek: Picard. Der Name des Planeten ist laut Showrunner Michael Chabon eine Anspielung auf E. T. A. Hoffmanns Erzählung Der Sandmann von 1816, in der es um künstliches Leben geht. Eine der Hauptpersonen in dieser Geschichte heißt Coppelius.

##### El-Adrel IV

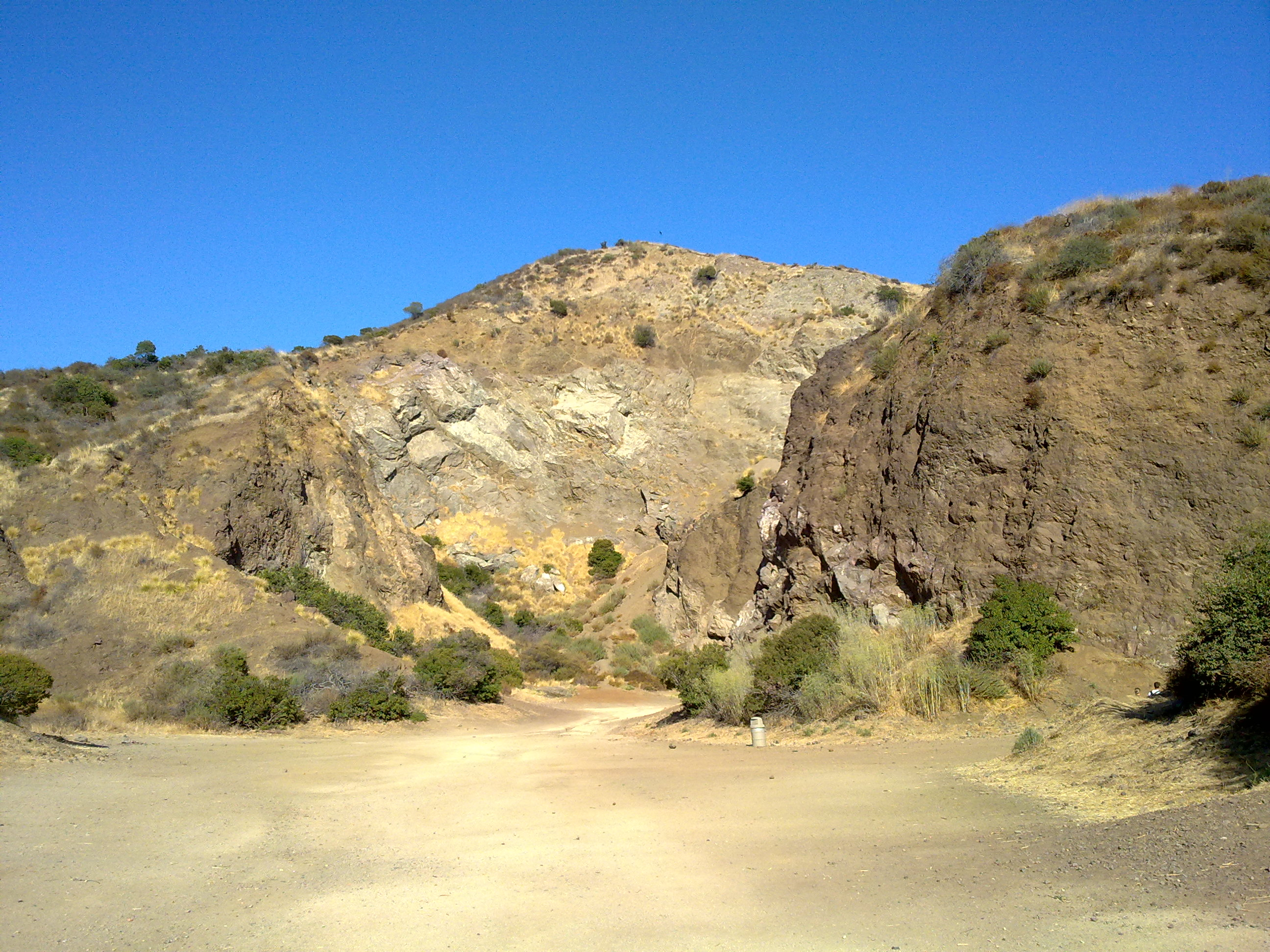
Der Bronson Canyon diente unter anderem als Kulisse für El-Adrel IV

El-Adrel IV ist ein Planet, der bis ins 24. Jahrhundert als unbewohnt gilt. Er liegt in der Nähe des Raums der Tamarianer. Seit dem 23. Jahrhundert scheiterten alle Versuche der Kontaktaufnahme mit den Tamarianern, da ihre Sprache für die Universalübersetzer der Föderation stets unverständlich blieb. Im Jahr 2368 trifft die USS Enterprise NCC 1701-D ein tamarianisches Schiff. Die Tamarianer entführen Captain Jean-Luc Picard und beamen ihn zusammen mit ihrem eigenen Captain Dathon auf die Oberfläche von El-Adrel IV. Dort sollen beide ein bislang unbekanntes Wesen bekämpfen, das die Fähigkeit besitzt, sich unsichtbar zu machen. Durch die Zusammenarbeit der beiden Captains soll die Sprachbarriere überwunden werden.
Als Drehort für El-Adrel IV diente der Bronson Canyon in Los Angeles.

##### Kwejian
Kwejian ist ein erdähnlicher Planet im Alpha- oder Beta-Quadranten und die Heimat der Kwejianer. Er besitzt einen Mond und gilt als einer der schönsten Planeten der Galaxie. Die Kwejianer können eine empathische Verbindung mit den Pflanzen und Tieren ihrer Heimat aufbauen. Es existiert ein gigantisches Wurzelsystem, dass alle Bäume des Planeten untereinander verbindet. Zur einheimischen Fauna gehören Seeheuschrecken und riesige, fleischfressende Trance-Würmer.
Im Jahr 3190 dauert eine Reise vom Föderationshauptquartier nach Kwejian bei maximaler Warpgeschwindigkeit etwa zwei Wochen. In diesem Jahr zieht eine Anomalie aus dunkler Materie durch die Milchstraße. Sie wurde von der sogenannten Spezies 10C geschaffen, die außerhalb der Milchstraße lebt und damit Ressourcen abbauen will. Durch die Gravitationswellen der Anomalie wird Kwejian zerstört.
Der Planet Kwejian spielt eine wichtige Rolle in mehreren Folgen der Serie Star Trek: Discovery.

##### Mintaka III

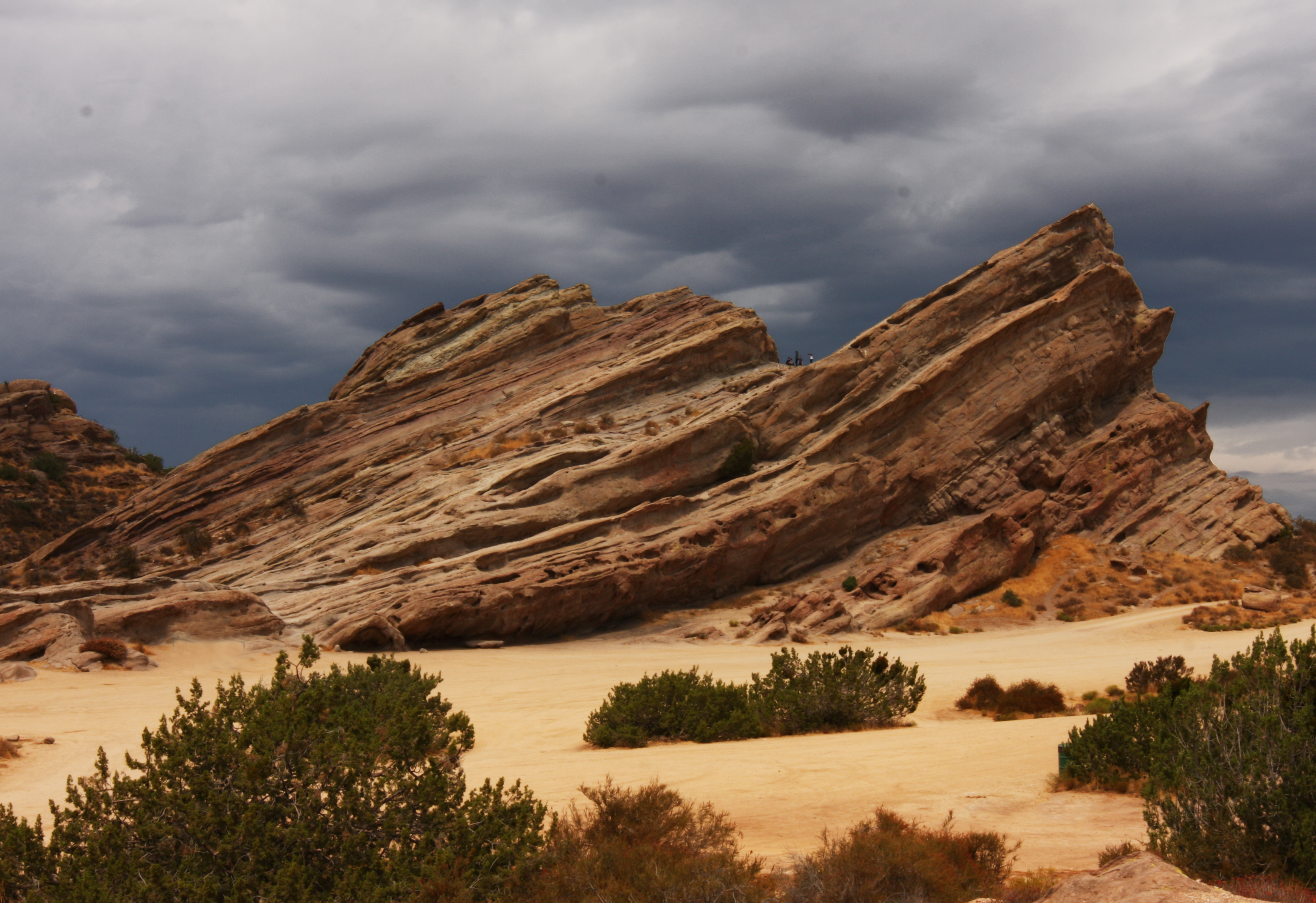
Vasquez Rocks diente als Kulisse für Mintaka III

Mintaka III ist ein erdähnlicher Planet und die Heimat der Mintakaner. Dieses Volk ist mit den Vulkaniern verwandt und befindet sich im 24. Jahrhundert auf einer Entwicklungsstufe, die etwa der irdischen Bronzezeit entspricht. Die Föderation hat hier einen getarnten Beobachtungsposten eingerichtet, um die Mintakaner zu studieren. Durch eine Fehlfunktion wird im Jahr 2366 die Existenz des Beobachtungspostens versehentlich aufgedeckt. Die USS Enterprise NCC 1701-D hilft bei den Reparaturen. Deren Captain Jean-Luc Picard wird von den Mintakanern unerwartet als Gott verehrt (Raumschiff Enterprise – Das nächste Jahrhundert, Folge 3.04 Der Gott der Mintakaner).
In Folge 1.15 (Nimm meine Hand) von Star Trek: Discovery aus dem Jahr 2018 wird erwähnt, dass die Spiegeluniversums-Version der Zivilisation auf Mintaka III von Imperator Philippa Georgiou und Captain Sylvia Tilly im 23. Jahrhundert ausgelöscht wurde.
Mintaka III umkreist den realen Stern Mintaka im Oriongürtel.
Als Drehort für Mintaka III diente die markante Felsformation Vasquez Rocks nördlich von Los Angeles.

##### Nimbus III

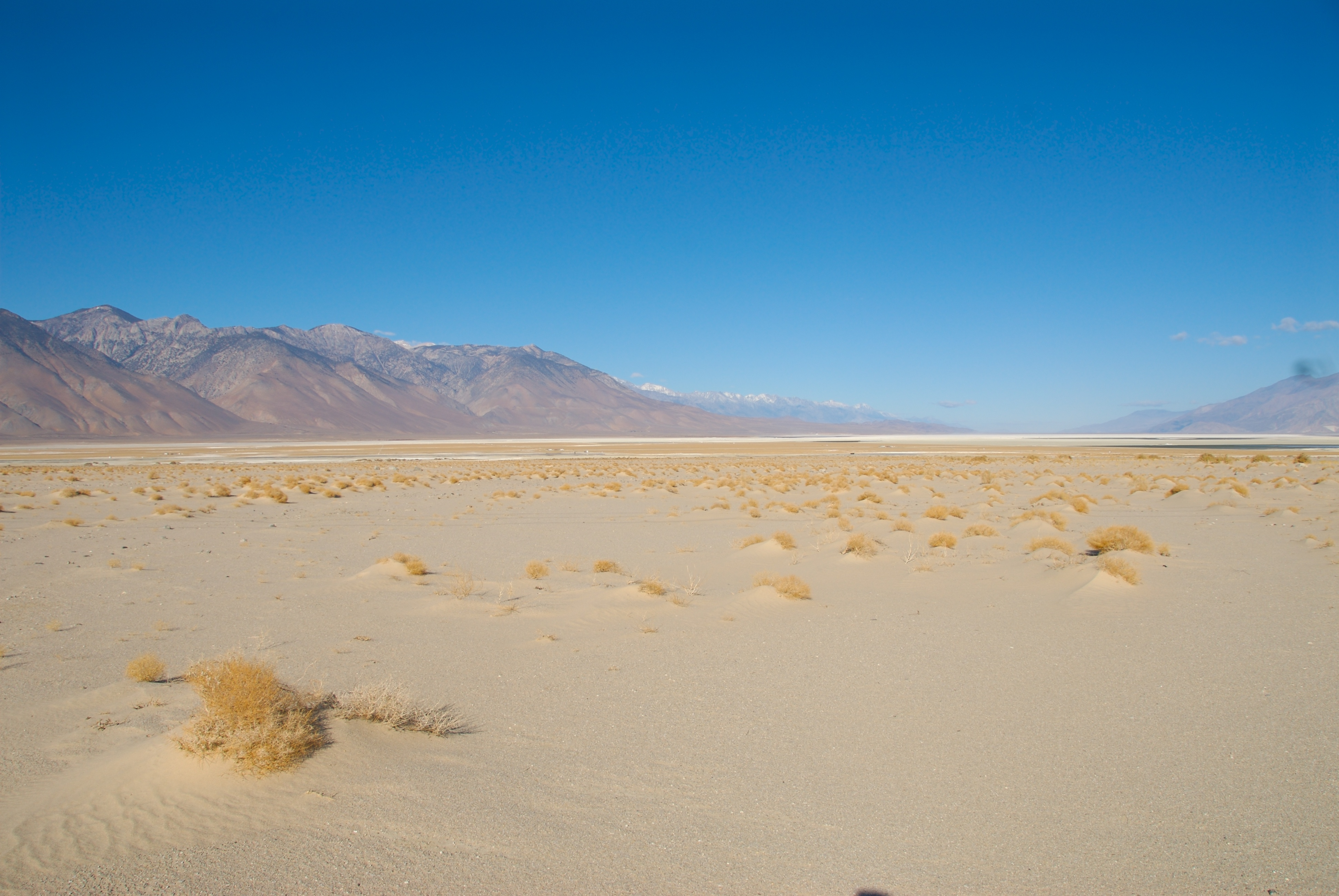
Owens Lake diente als Drehort für Nimbus III

Nimbus III ist ein Planet innerhalb der Romulanischen Neutralen Zone. Er besitzt zwei Monde und auf seiner gesamten Oberfläche herrscht ein heißes, trockenes Wüstenklima. Nach dem kurzen Krieg zwischen der Föderation und den Klingonen im Jahr 2267 wird Nimbus III zum „Planeten des Galaktischen Friedens“ erklärt und von Kolonisten aus der Föderation, dem Klingonischen Reich und dem Romulanischen Imperium besiedelt. Es werden mehrere Siedlungen gegründet und in die Hauptstadt Paradise City werden Repräsentanten der drei Großmächte geschickt. Das Friedensprojekt scheitert jedoch rasch und die Siedler bekämpfen sich gegenseitig. Daraufhin werden Waffen verboten, was aber nur dazu führt, dass sie sich selbst welche bauen.
Im Jahr 2287 kommt der fanatische Vulkanier Sybok, der Halbbruder von Spock, nach Nimbus III. Er schart dort Anhänger um sich, erstürmt mit ihrer Hilfe Paradise City und nimmt die drei Repräsentanten der Großmächte gefangen. Sein Ziel ist es, ein Raumschiff anzulocken, mit dessen Hilfe er den mythischen Planeten Sha Ka Ree zu erreichen hofft, den er für den Aufenthaltsort Gottes hält. Tatsächlich kommt die USS Enterprise NCC 1701-A unter dem Kommando von James T. Kirk, um die Geiseln zu befreien. Sie wird von Sybok übernommen, der mit ihr seine Suche fortsetzt.
Nimbus III ist ein wichtiger Handlungsort im Spielfilm Star Trek V: Am Rande des Universums. In mehreren weiteren Filmen und Serienfolgen wird er erwähnt oder ist auf Sternenkarten verzeichnet.
Als Drehort für die Wüstenlandschaft auf Nimbus III diente der ausgetrocknete See Owens Lake im Osten von Kalifornien.

##### Ryton-System
Das Ryton-System ist ein Sternensystem im Beta-Quadranten, das sich kurz außerhalb des Föderationsraums befindet. In diesem System liegt der Ryton-Nebel. Dr. Beverly Crusher und ihr Sohn Jack Crusher verstecken sich hier im Jahr 2401 mit ihrem Raumschiff SS Elios XII, da sie von der Kopfgeldjägerin Vadic verfolgt werden. Jean-Luc Picard und William T. Riker kommen ihr mit der USS Titan A zu Hilfe, allerdings nur durch Unterstützung der ersten Offizierin Seven of Nine und gegen den Willen von Liam Shaw, dem Captain der Titan. Vadic, die ein waffenstarrendes Schiff namens Würger kommandiert, fordert die Übergabe von Jack Crusher. Es kommt zum Kampf zwischen der Würger und der Titan und letztere ist gezwungen, sich in den Nebel zurückzuziehen. Die Titan kann durch eine Anomalie entkommen, in der sowohl elektrische als auch biologische Signale gemessen werden. Sie stellt sich als eine Art Geburtskanal heraus, durch den quallenartige Weltraumlebewesen ins offene All befördert werden.
Das Ryton-System spielt eine wichtige Rolle in der dritten Staffel der Serie Star Trek: Picard.

##### Sha Ka Ree

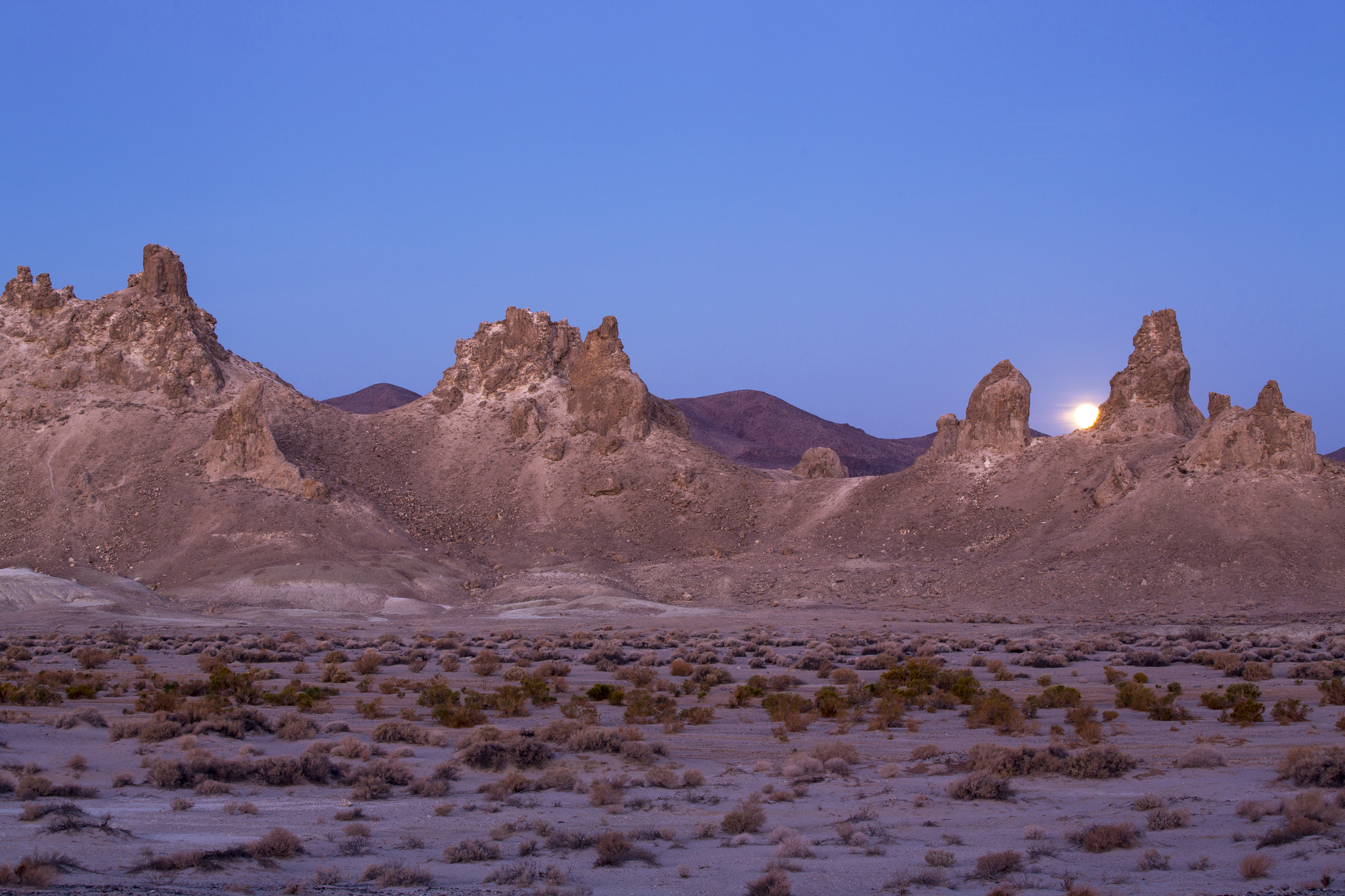
Die Trona Pinnacles dienten als Drehort für Sha Ka Ree

Sha Ka Ree ist ein Planet im Zentrum der Milchstraße. Seine Oberfläche besteht aus einer kargen Felslandschaft und sein Himmel ist lilafarben. Um ihn zu erreichen, muss man zunächst die sogenannte Große Barriere durchqueren. Der fanatische Vulkanier Sybok, der Halbbruder von Spock, vermutet, dass der Planet identisch mit einem Ort namens Sha Ka Ree aus der vulkanischen Mythologie ist, der etwa dem Garten Eden auf der Erde entspricht. Er will beweisen, dass dies der Aufenthaltsort Gottes ist. Zu diesem Zweck entführt er die USS Enterprise NCC 1701-A und reist mit ihr dorthin. Als Sybok, Captain Kirk, Spock und Dr. McCoy sich auf die Oberfläche begeben, finden sie dort tatsächlich ein mächtiges Wesen vor. Sie müssen aber schnell erkennen, dass es sich nicht um Gott handelt, sondern um ein Wesen, für das hier im Inneren der Großen Barriere ein Gefängnis geschaffen wurde und das Sybok manipuliert hat, um ihm die Flucht zu ermöglichen. Im Kampf mit diesem Wesen stirbt Sybok. Kirk, Spock und McCoy gelingt hingegen die Flucht.
Der Planet ist ein wichtiger Handlungsort im Spielfilm Star Trek V: Am Rande des Universums. Der Name Sha Ka Ree ist eine Anspielung auf Sean Connery, der ursprünglich die Rolle des Sybok übernehmen sollte.
Die Landschaftsaufnahmen für den Planeten Sha Ka Ree wurden bei der markanten Felsformation Trona Pinnacles im Osten von Kalifornien gedreht.

##### Talos IV
Talos IV ist ein Planet im Talos-Sternensystem, das zur Talos-Sternengruppe gehört. Auf dem Planeten lebt das hoch entwickelte Volk der Talosianer. Durch einen atomaren Holocaust wurde der Planet vor langer Zeit größtenteils unbewohnbar und ein Großteil der Bevölkerung wurde getötet. Die Oberfläche besteht hauptsächlich aus Wüste, auf der nur sehr kärgliche Vegetation wächst, darunter Pflanzen mit blauen Blättern, die bei Bewegung gesang-ähnliche Geräusche erzeugen.
Die überlebenden Talosianer haben sich in unterirdische Höhlensysteme zurückgezogen. Sie entwickelten überragende geistige Fähigkeiten, durch die sie sehr real wirkende Illusionen erschaffen können. Gleichzeitig verloren sie die Fähigkeit, die Technologie ihrer Vorfahren zu benutzen. Da sich die Lebensbedingungen auf der Oberfläche im 23. Jahrhundert wieder etwas verbessert haben, entführen die Talosianer Raumfahrer anderer Spezies, um die Auswirkungen ihrer Illusionen auf sie zu studieren. Sie hoffen, dadurch geeignete Personen zu finden, die die Oberfläche wieder kultivieren können.
Im Jahr 2236 stürzt das irdische Raumschiff SS Columbia auf Talos IV ab. Es gibt nur eine Überlebende, eine junge Frau namens Vina. 2254 empfängt die USS Enterprise NCC 1701 das Notsignal der Columbia, woraufhin Captain Christopher Pike entführt wird. Nach seiner Freilassung entscheidet die Föderation, dass die Fähigkeiten der Talosianer eine große Gefahr darstellen und verbietet unter Androhung der Todesstrafe, Talos IV anzufliegen. Trotz des Verbots fliegt Michael Burnham gemeinsam mit Spock zu dem Planeten, um eine Heilung für Spocks verwirrten Geisteszustand zu finden. 2267 nehmen die Talosianer Kontakt zu Spock auf, der Pike zurück auf den Planeten bringen soll. Pike, der zuvor durch einen Unfall schwer gelähmt und entstellt wurde, verbringt hier unter normalen Bedingungen gemeinsam mit Vina sein weiteres Leben. Später hebt die Föderation das Anflugverbot offenbar wieder auf, was verschiedene Bildschirmtexte nahelegen, die in Raumschiff Enterprise – Das nächste Jahrhundert zu sehen sind.

##### Tulgana IV
Tulgana IV ist ein neutraler, erdähnlicher Planet im Alpha- oder Beta-Quadranten. Er besitzt einen großen Mond. Auf dem Planeten gibt es eine große Stadt, in der zahlreiche Völker der Galaxie ihre eigenen Viertel gegründet haben, darunter die Klingonen, die Risaner und die Andorianer. Einzelne Gebäude wurden auch von Romulanern und Ferengi errichtet. Die Föderation unterhält in dieser Stadt eine Botschaft. In den Jahren 2380 und 2381 wird der Planet mehrfach von der USS Cerritos und der USS Titan angeflogen. 2381 betreibt die Besatzung der Cerritos hier auf einer Jobbörse einen Rekrutierungsstand der Sternenflotte.
Tulgana IV ist ein Handlungsort in mehreren Folgen der Serie Star Trek: Lower Decks.

##### Vagra II
Vagra II ist ein Planet im Alpha- oder Beta-Quadranten. Seine Atmosphäre ist für Menschen gerade noch atembar und seine Oberfläche weitgehend verödet. Vagra II wurde einst von einer „Rasse von Titanen“ bewohnt, die ins All auswanderte und alles Böse, das in ihnen steckte, hier zurückließ. Hieraus entwickelte sich die Lebensform Armus, eine teerartige Kreatur voller Bosheit und unendlicher Einsamkeit.
Im Jahr 2364 stürzt ein Shuttle der Enterprise D auf Vagra II ab (vermutlich durch das Zutun von Armus). Die Besatzung kann gerettet werden. Hierbei wird jedoch die Sicherheitsoffizierin der Enterprise, Lieutenant Tasha Yar, von Armus getötet. Als Konsequenz aus diesem Vorfall lässt Captain Jean-Luc Picard das Wrack des Shuttles zerstören und erklärt Vagra II zur verbotenen Zone, um jeglichen zukünftigen Kontakt mit Armus zu verhindern.

##### Veridian III

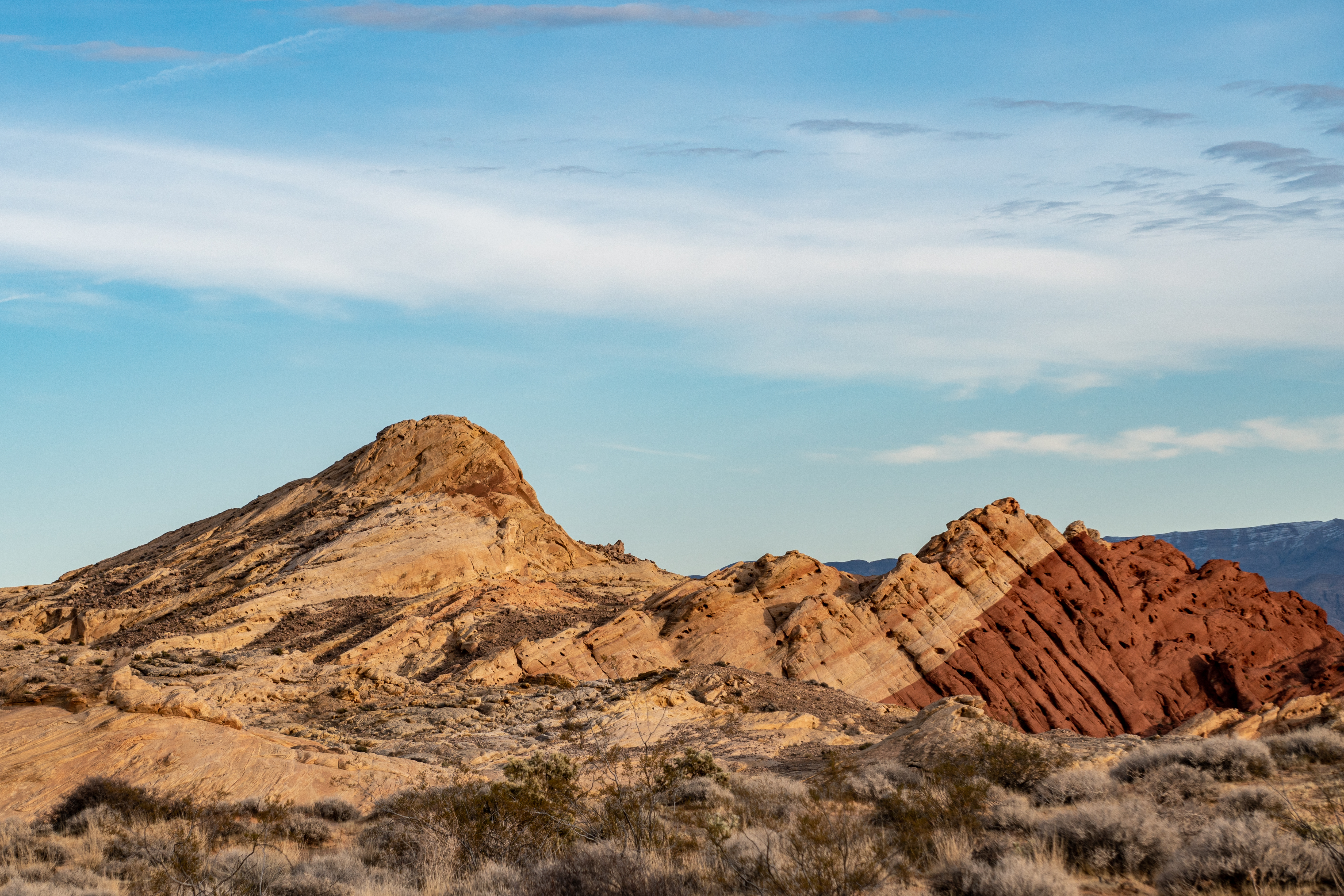
Der Silica Dome im Valley of Fire State Park diente als Drehort für die Wüste auf Veridian III.

Veridian III ist ein lebensfreundlicher Planet, auf dem es kein intelligentes Leben gibt. Er verfügt über mehrere Klimazonen mit Wüstengebieten und waldreichen Gegenden. Der El-Aurianer Tolian Soran versucht 2371, die Sonne von Veridian III zu zerstören, um durch die Gravitationsveränderung ein Energieband direkt auf den Planeten zu lenken, welches den Übergang in den Nexus ermöglicht. Den mit Soran verbündeten Klingoninnen Lursa und B’Etor gelingt es, auf der im Orbit befindlichen USS Enterpise NCC 1701-D einen Warpkernbruch auszulösen, wodurch die Antriebssektion des Schiffs zerstört wird. Die Besatzung wird in die Untertassensektion evakuiert, die auf Veridian III abstürzt. Captain Jean-Luc Picard scheitert zunächst bei dem Versuch, Sorans Plan zu vereiteln und wird in den Nexus gesogen. Dort trifft er auf James T. Kirk, der 78 Jahre zuvor in den Nexus gelangte. Picard kann ihn überzeugen, ihn zu begleiten und beide reisen zurück nach Veridian III, um Soran zu besiegen. Dabei wird Kirk tödlich verwundet und von Picard bestattet. Die Crew der Enterprise D wird anschließend von Föderationsraumschiffen gerettet. Die Untertassensektion verbleibt zunächst für einige Zeit auf dem Planeten, wird aber später geborgen.
Als Drehort für die Wüste auf Veridian III diente im Film Star Trek: Treffen der Generationen der Silica Dome im Valley of Fire State Park im Süden des US-Bundesstaates Nevada.

##### Wolf 359

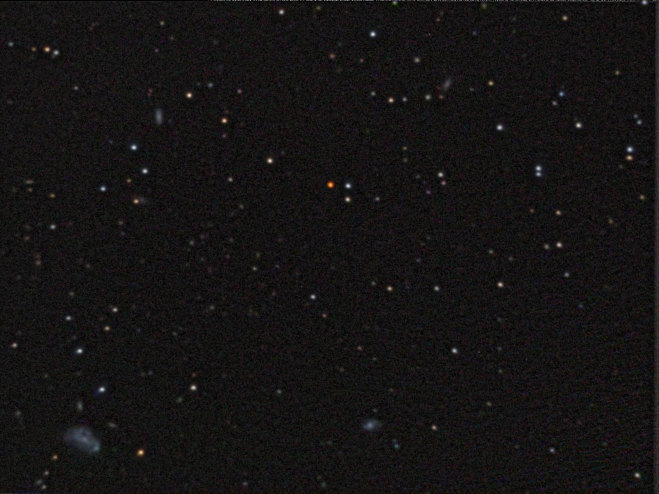
Wolf 359, der rote Stern etwas oberhalb der Mitte

Wolf 359 ist ein realer roter Zwergstern, der etwa 8 Lichtjahre von der Erde entfernt ist. Im Jahr 2367 versammeln sich hier 40 Raumschiffe der Sternenflotte, um einen Angriff der Borg auf die Erde abzuwehren. 39 davon werden zerstört. Die Schlacht von Wolf 359 gilt als eine der schwersten Niederlagen der Sternenflotte.

### Gamma-Quadrant

#### Idran-System
Das Idran-System ist ein unbewohntes Dreifach-Sternsystem. Hier befindet sich der Ausgang des bajoranischen Wurmlochs.

#### Internierungslager 371
Das Internierungslager 371 ist eine zu einem Gefangenenlager umfunktionierte ehemalige Mine auf einem Asteroiden. Nach dem gescheiterten Angriff einer cardassianisch-romulanischen Flotte auf das Dominion werden hier im Jahr 2371 die Überlebenden interniert, darunter auch Enabran Tain. Später gelangt auch der klingonische General Martok hierher, der heimlich durch einen Wechselbalg ersetzt wurde. 2373 werden kurz vor dem Ausbruch des Dominion-Kriegs auch Julian Bashir, Worf und Elim Garak hier interniert.

#### Neu Bajor
Neu Bajor ist eine kurzlebige Kolonie der Bajoraner. Sie wird kurz nach der Entdeckung des Wurmlochs im Jahr 2370 gegründet, aber nur wenige Monate später durch das Dominion vollständig ausgelöscht.

#### Omarion-Nebel
Der Omarion-Nebel ist ein Nebel, in dem, versteckt vor der Außenwelt, ein einzelner Planet existiert, der den Gründern des Dominion etwa 10.000 Jahre lang als Heimat dient. Anfang 2371 nimmt Odo, der diesem Volk angehört, zusammen mit der Crew der USS Defiant erstmals direkten Kontakt mit den Gründern auf.
Der romulanische Geheimdienst Tal Shiar gelangt an die Aufzeichnungen der Sternenflotte und da er im Dominion eine ernsthafte Bedrohung sieht, baut er zusammen mit dem cardassianischen Geheimdienst Obsidianischer Orden eine Flotte auf, die den Planeten und die darauf lebenden Gründer Ende 2371 vernichten soll. Die Gründer haben jedoch Kenntnis von diesem Plan und locken die Romulaner und Cardassianer ihrerseits in eine Falle. Vom Planeten werden gefälschte Lebenssignale ausgesendet, während die Gründer ihn längst verlassen haben. Die Flotte wird von Jem’Hadar-Kriegsschiffen vollständig aufgerieben.

### Delta-Quadrant

#### Hanon-Planet
Der Hanon-Planet bzw. Hanon IV ähnelt der Erde während des Pliozän-Zeitalters. Als die Voyager im Jahr 2372 von den Kazon erobert wird, wird ein Großteil der Besatzung auf dem Hanon-Planeten ausgesetzt und muss hier einen harten Überlebenskampf bestehen. Der Planet ist die Heimat einer humanoiden Spezies, die sich auf dem Entwicklungsniveau einer Jäger- und Sammler-Gesellschaft befindet. Weiterhin gibt es hier ein großes, höhlenbewohnendes Reptil, dem zwei Crewmitglieder der Voyager zum Opfer fallen, darunter Fähnrich Hogan. Als Anfang 2373 die Rückeroberung der Voyager gelingt, werden die überlebenden Crewmitglieder vom Hanon-Planeten gerettet. Einige Monate später besuchen zwei Forscher vom Volk der Voth den Planeten und finden dort die Überreste von Fähnrich Hogan.
Der Planet taucht in drei Folgen von Star Trek: Raumschiff Voyager auf, wird aber in keiner davon benannt. Die Bezeichnung „Hanon-Planet“ stammt aus den Referenzwerken Star Trek Enzyklopädie und Star Trek: Sternenatlas.

#### Ocampa

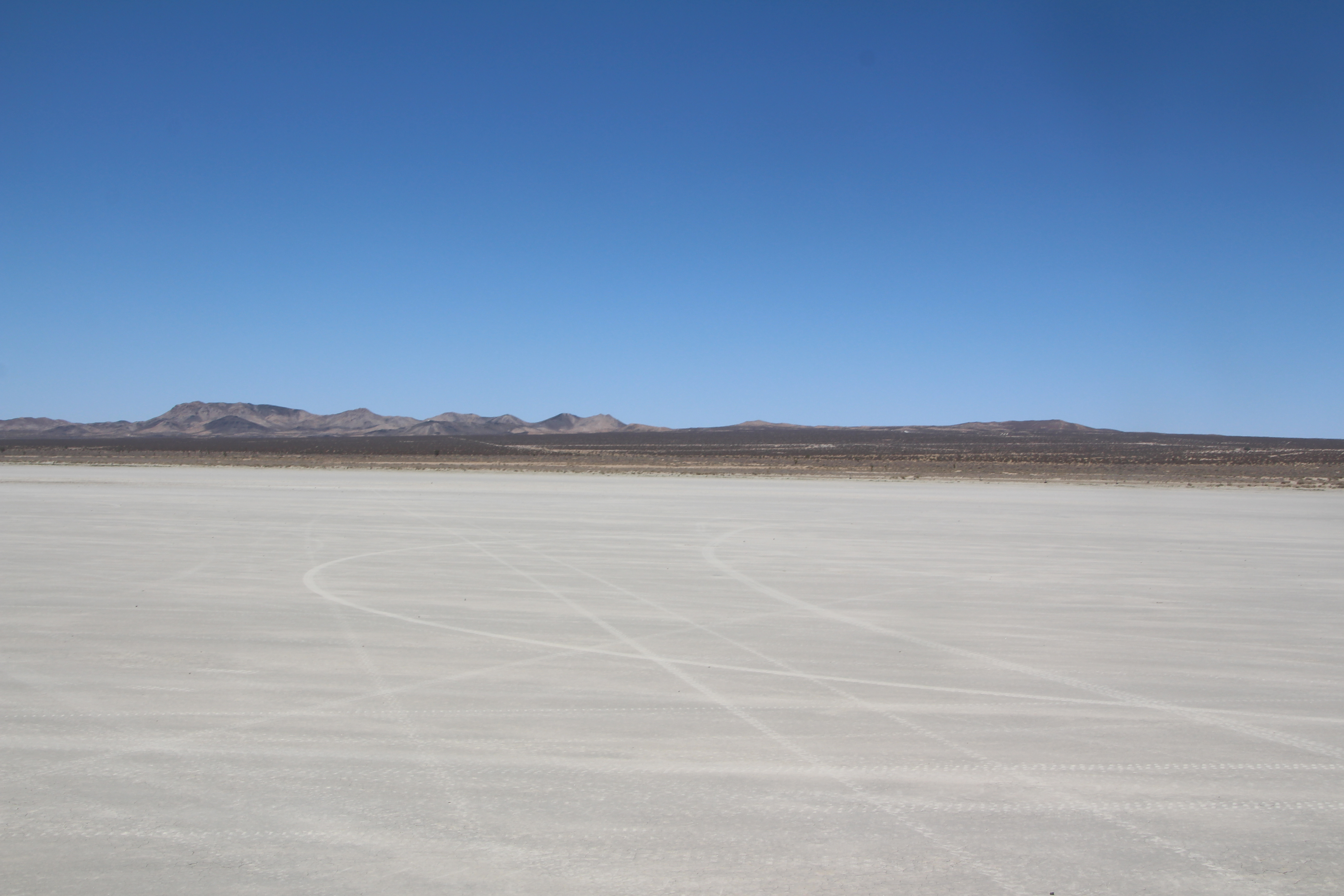
Der El Mirage Dry Lake

Ocampa ist der Heimatplanet des gleichnamigen Volks. Die hoch entwickelten Nacene haben die Atmosphäre des Planeten versehentlich so kontaminiert, dass seine komplette Oberfläche zur Wüste wurde. Sie schaffen daraufhin unterirdische Wohnstätten für die Ocampa. Auf der Oberfläche siedeln sich später Kazon an, die dort Bergbau betreiben.
Als Drehort für die Wüstenoberfläche von Ocampa diente der ausgetrocknete El Mirage Lake in Kalifornien.

#### Talax
Talax bzw. Talaxia ist die Heimatwelt der Talaxianer. Er befindet sich in einem Dreifach-Sternensystem und ist laut Star Trek: Sternenatlas der vierte Planet des Systems. Nach einem langen Krieg, den die Talaxianer verlieren, wird der Planet 2356 von den Haakonianern besetzt.

##### Rinax
Rinax ist ein Mond von Talax. Die Talaxianer haben dort eine Kolonie gegründet. Neelix lebt dort mit seiner Familie, bevor er Händler und Schrottsammler und später Besatzungsmitglied der Voyager wird. Im Krieg gegen die Haakonianer wird die Kolonie auf Rinax durch eine Massenvernichtungswaffe namens Metreonkaskade fast komplett entvölkert. Den Erfinder dieser Waffe, Dr. Jetrel, plagen Schuldgefühle und er entwickelt ein Verfahren, von dem er glaubt, dass es viele der Toten wiederherstellen könne. Mithilfe der Voyager testet er das Verfahren im Jahr 2371, scheitert aber letztendlich.

#### Tars Lamora
Tars Lamora ist ein Planet, auf dem ein Vau N’Akat, der als Diviner bekannt ist, eine Gefängnis-Kolonie leitet. Das experimentelle Föderationsraumschiff USS Protostar geht auf Tars Lamora verloren und wird 2383 wiederentdeckt.

#### Unikomplex
Der Unikomplex ist das mutmaßliche Machtzentrum des Borg-Kollektivs, allerdings nicht dessen Ursprungsort. Er besteht aus zahlreichen untereinander verbundenen künstlichen Strukturen mit einem Gesamtdurchmesser von etwa 600 Kilometern und beherbergt mehrere Billionen Borg-Drohnen. Vom Unikomplex aus oder zumindest in dessen Nähe scheinen über einen Transwarpkanal oder ein Transwarpzentrum sehr schnelle Reise durch die gesamte Milchstraße möglich zu sein.
Die Bevölkerung des Unikomplexes bildet eine Untereinheit des Borg-Kollektivs mit der Bezeichnung Unimatrix 01. Diese Drohnen stehen in enger Beziehung zur Borg-Königin. Zu den bekannten Mitgliedern von Unimatrix 01 zählen Seven of Nine (Annika Hansen) und ihr Vater Magnus Hansen.
Die Voyager besucht den Unikomplex erstmalls 2375. Im Jahr 2404 reist Admiral Kathryn Janeway zurück ins Jahr 2378, um der Voyager eine schnellere Heimreise zu ermöglichen. Dabei infiziert sie die Borg-Königin mit einem Virus, was zum Funktionsausfall und zur weitgehenden Zerstörung des Unikomplexes führt.

### Sonstiges

#### Galaktische Barriere
Die Galaktische Barriere ist ein Energieband, das am Rand der Milchstraße verläuft. Es erschwert Reisen in den intergalaktischen Raum, da es von Raumschiffen nur schwer zu durchdringen ist. Die SS Valiant, die um 2065 zu einer Reise an den Rand der Galaxie aufbricht, ist das erste bekannte Raumschiff, dem die Durchquerung der Barriere gelingt. 2265 stößt die USS Enterprise NCC 1701 unter dem Kommando von James T. Kirk auf eine Signalboje der Valiant und durchquert ebenfalls die Barriere. Die Besatzung muss dabei feststellen, dass bei Menschen, die über Außersinnliche Wahrnehmung (ESP) verfügen, diese Fähigkeiten nach der Durchquerung der Barriere erheblich verstärkt werden. Im Jahr 2268 durchquert die Enterprise die Barriere zwei weitere Male. Im Jahr 2364 wird die USS Enterprise NCC 1701-D unter dem Kommando von Jean-Luc Picard durch Modifikationen am Warpantrieb in die Lage versetzt, weit über die Grenzen der Milchstraße hinaus zu reisen. Die Galaktische Barriere spielt hierbei allerdings keine Rolle. Im Jahr 3190 durchquert die USS Discovery die Galaktische Barriere auf der Suche nach der Heimatwelt von Spezies 10C.
Bei der Galaktischen Barriere handelt es sich um ein fiktives Phänomen ohne reales Vorbild.

#### Große Barriere
Die Große Barriere ist ein Energiefeld ähnlich der Galaktischen Barriere, sie umschließt aber den Galaktischen Kern der Milchstraße. Im Jahr 2287 durchquert die USS Enterprise NCC 1701-A die Große Barriere auf der Suche nach dem mythischen Planeten Sha Ka Ree.
Die Große Barriere kommt ausschließlich im Spielfilm Star Trek V: Am Rande des Universums vor. In jeweils einer Folge von Die Enterprise und Raumschiff Enterprise – Das nächste Jahrhundert finden ebenfalls Reisen ins Zentrum der Galaxie statt – hier spielt die Barriere allerdings keine Rolle.

## Orte außerhalb der Milchstraße

### Andromedagalaxie

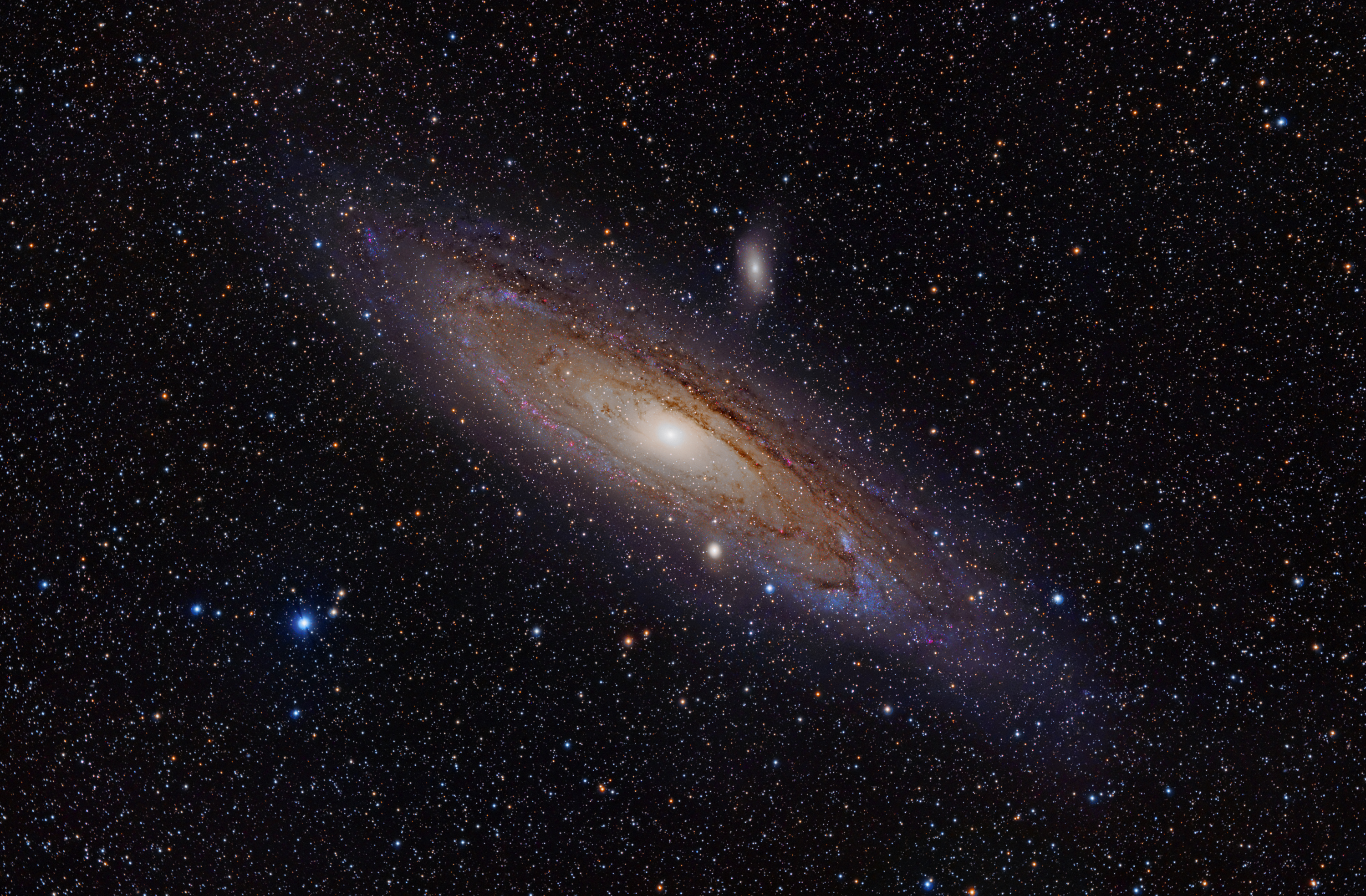
Die Andromedagalaxie

Die Andromedagalaxie ist etwa 2,5 Millionen Lichtjahre von der Milchstraße entfernt. Hier lebte eine hoch entwickelte Zivilisation, die zu einem nicht näher bekannten Zeitpunkt in der fernen Vergangenheit ausgelöscht wurde, als ihr Heimatstern zur Supernova wurde. Die Überlebenden gründeten Außenposten. Im Jahr 2268 findet die USS Enterprise NCC 1701 einen dieser Außenposten in der Milchstraße. Dessen Bewohner sind aber mittlerweile ausgestorben und nur noch die von ihnen erschaffenen Androiden leben auf dem Planeten. Weitere Bewohner der Andromedagalaxie sind die Kelvaner, deren Heimat in 10.000 Jahren durch Strahlung unbewohnbar zu werden droht. Sie wollen daher neuen Lebensraum in der Milchstraße erobern und starten zu diesem Zweck ein Generationenschiff, dessen Besatzung ebenfalls 2268 auf die Besatzung der USS Enterprise NCC 1701 trifft.

### M33

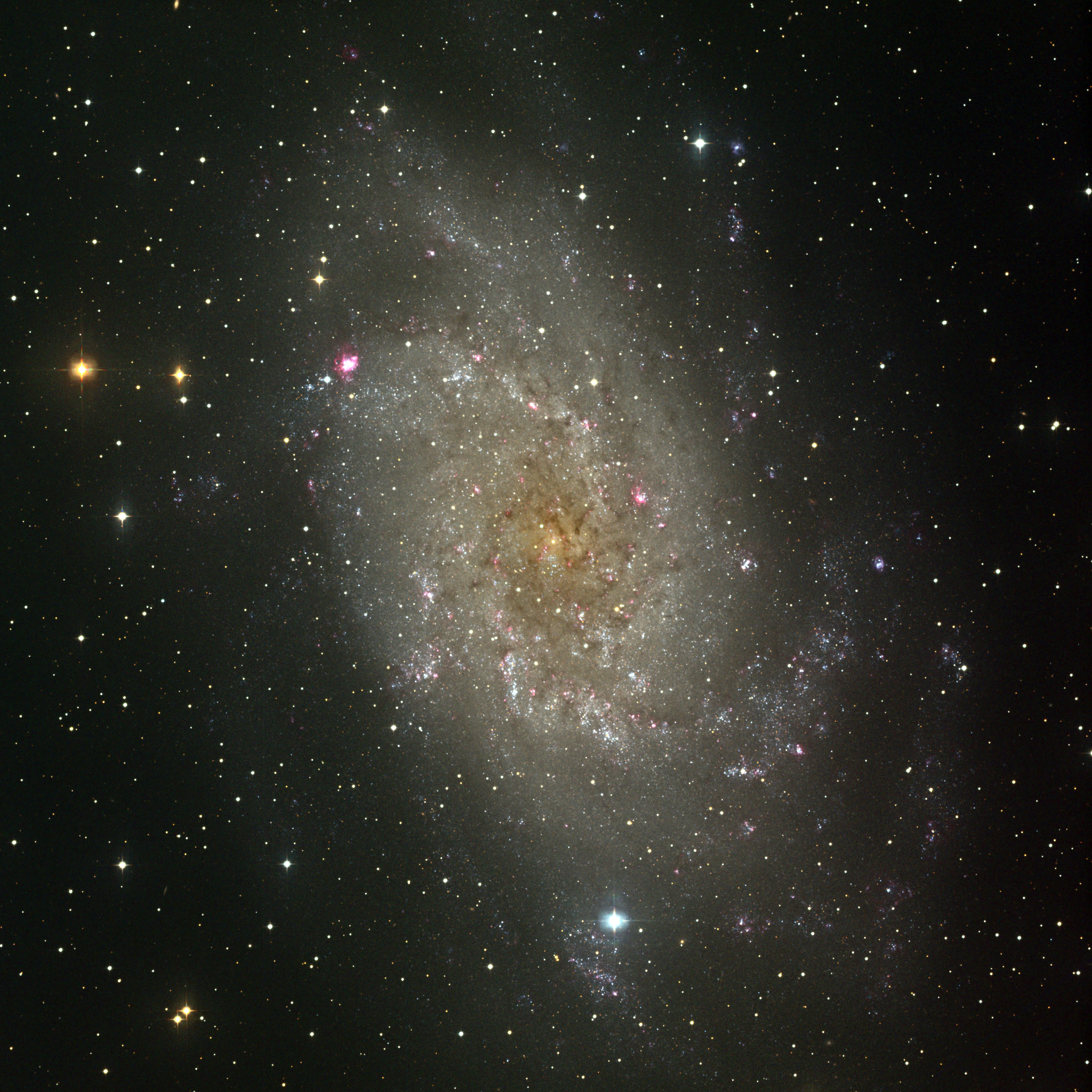
Die Galaxie M33

M33 (auch Dreiecksnebel) ist eine etwa 2,8 Millionen Lichtjahre von der Milchstraße entfernte Galaxie. Durch anders als geplant verlaufene Modifikationen am Warp-Antrieb wird die USS Enterprise NCC 1701-D im Jahr 2364 kurzzeitig in die Galaxie M33 verschlagen.

### Nexus
Der Nexus ist ein Ort außerhalb von Raum und Zeit. Er ist nur durch ein Energieband erreichbar, das sich durch die Milchstraße bewegt. Personen, die in den Nexus gelangen, verspüren dort ewige Glückseligkeit und verspüren in der Regel nicht den Wunsch, den Nexus jemals wieder zu verlassen. Sollte dies aber doch der Fall sein, können sie dies an jedem beliebigen Ort und zu jeder beliebigen Zeit tun.
Im Jahr 2293 geraten zwei Flüchtlingsschiffe mit El-Aurianern in das Energieband des Nexus und drohen zerstört zu werden. Die USS Enterpise NCC 1701-B eilt auf ihrer Jungfernfahrt zu Hilfe und kann einige El-Aurianer retten, darunter Guinan und Tolian Soran. Beide konnten kurz den Nexus erfahren und Soran ist fortan davon besessen, in ihn zurückzukehren. Bei der Rettungsaktion wird Captain James T. Kirk in den Nexus gesogen und für tot gehalten. 78 Jahre später glaubt Soran, einen Weg gefunden zu haben, in den Nexus zu gelangen, indem er die Sonne von Veridian III zerstört. Captain Jean-Luc Picard von der USS Enterpise NCC 1701-D versucht dies zu verhindern, scheitert aber zunächst und wird ebenfalls in den Nexus gesogen. Dort trifft er auf Kirk und kann ihn überzeugen, ihn zu begleiten. Beide reisen zurück nach Veridian III. Zusammen können sie Soran besiegen, wobei Kirk aber tödlich verletzt wird.